# Liste des épisodes de Dragon Ball Super
La liste des épisodes, de Dragon Ball Super, série télévisée d'animation japonaise, est la suite issue du manga Dragon Ball et la suite directe de la série d'animation Dragon Ball Z,.

## Généralités
Au Japon, la série a été diffusée du 5 juillet 2015, au 25 mars 2018 sur la chaîne nippone FujiTV.
En France, elle est diffusée depuis le 17 janvier 2017, sur la chaîne Toonami, en version censurée et depuis le 23 février 2017 en version intégrale non-censurée sur cette même chaîne. Dans un premier temps, la chaîne a officialisé une programmation des 27 premiers épisodes sur les 52 doublés avant le lancement de l’anime, puis a diffusé les 19 suivants, laissant six épisodes inédits. En mai 2017, la chaîne a annoncé la reprise des épisodes inédits (soit à partir du 47e) dès le 23 octobre 2017 mais la diffusion s'est interrompue au 52e épisode. Le 1er janvier 2018, la chaîne a repris la suite de la diffusion (jusqu'au 67e) puis s'est interrompue mais a repris dès le 26 mars 2018 (du 68e au 76e épisode). La suite des épisodes inédits est prévue à partir du 22 octobre 2018 sur la même chaîne (du 77e au 96e épisode).
Il est à noter que l'anime Dragon Ball Super n'est pas l'adaptation du manga Dragon Ball Super et qu'il lui est même antérieur, le manga et l'anime étant deux adaptations et interprétations distinctes du même scénario de base mais chacun apportant leurs propres ajouts.

## Génériques

### Début
| Numéro | Titre                                         | Artiste        | Épisodes | 1re date de diffusion |
| ------ | --------------------------------------------- | -------------- | -------- | --------------------- |
| 1      | Chōzetsu Dynamic! (超絶☆ダイナミック!)        | Kazuya Yoshii  | 1-76     | 5 juillet 2015        |
| 2      | Genkai Toppa x Survivor (突破限界xサバイバー) | Kiyoshi Hikawa | 77-131   | 5 février 2017        |

### Fin
| Numéro | Titre                                                                                   | Artiste              | Épisodes | 1re date de diffusion |
| ------ | --------------------------------------------------------------------------------------- | -------------------- | -------- | --------------------- |
| 1      | Hello Hello Hello (ハローハローハロー)                                                  | Good Morning America | 1-12     | 5 juillet 2015        |
| 2      | Starring Star (スターリングスター)                                                      | Keytalk              | 13-25    | 4 octobre 2015        |
| 3      | Light Pink (薄紅, Usubeni)                                                              | Lacco Tower          | 26-36    | 10 janvier 2016       |
| 4      | Forever Dreaming                                                                        | Czecho No Republic   | 37-49    | 3 avril 2016          |
| 5      | Yoka-Yoka Dance (よかよかダンス, Yoka-Yoka Dansu)                                       | Batten Shojo-Tai     | 50-59    | 3 juillet 2016        |
| 6      | Chahan Music (炒飯MUSIC)                                                                | Arukara              | 60-72    | 2 octobre 2016        |
| 7      | Evil Angel and Devil of Justice (悪の天使と正義の悪魔, Aku no Tenshi to Seigi no Akuma) | The Collectors       | 73-83    | 8 janvier 2017        |
| 8      | Boogie Back (ブギーバック)                                                              | Miyu Inoue           | 84-96    | 2 avril 2017          |
| 9      | Haruka (遥)                                                                             | Lacco Tower          | 97-108   | 2 juillet 2017        |
| 10     | By a 70cm Square Window (70cm角の窓で)                                                  | Rotten Graffty       | 109-121  | 8 octobre 2017        |
| 11     | LAGRIMA                                                                                 | OnePixcel            | 122-131  | 7 janvier 2018        |

## Répartition des arcs
| #                | # | Début           | Fin                          | Arcs                                        | Arcs | Arcs | # | # |
| ---------------- | - | --------------- | ---------------------------- | ------------------------------------------- | ---- | ---- | - | - |
|                  | 1 | 5 juillet 2015  | 11 octobre 2015              | Battle of Gods (14 épisodes)                |      |      | 1 |   |
|                  | 1 | 5 juillet 2015  | 11 octobre 2015              | Battle of Gods (14 épisodes)                |      |      | 1 |   |
|                  | 1 | 5 juillet 2015  | 11 octobre 2015              | Battle of Gods (14 épisodes)                |      |      | 1 |   |
|                  | 1 | 5 juillet 2015  | 11 octobre 2015              | Battle of Gods (14 épisodes)                |      |      | 1 |   |
|                  | 1 | 5 juillet 2015  | 11 octobre 2015              | Battle of Gods (14 épisodes)                |      |      | 1 |   |
|                  | 1 | 5 juillet 2015  | 11 octobre 2015              | Battle of Gods (14 épisodes)                |      |      | 1 |   |
|                  | 1 | 5 juillet 2015  | 11 octobre 2015              | Battle of Gods (14 épisodes)                |      |      | 1 |   |
|                  | 1 | 5 juillet 2015  | 11 octobre 2015              | Battle of Gods (14 épisodes)                |      |      | 1 |   |
|                  | 1 | 5 juillet 2015  | 11 octobre 2015              | Battle of Gods (14 épisodes)                |      |      | 1 |   |
|                  | 1 | 5 juillet 2015  | 11 octobre 2015              | Battle of Gods (14 épisodes)                |      |      | 1 |   |
|                  | 1 | 5 juillet 2015  | 11 octobre 2015              | Battle of Gods (14 épisodes)                |      |      | 1 |   |
|                  | 1 | 5 juillet 2015  | 11 octobre 2015              | Battle of Gods (14 épisodes)                |      |      | 1 |   |
|                  | 1 | 5 juillet 2015  | 11 octobre 2015              | Battle of Gods (14 épisodes)                |      |      | 1 |   |
|                  | 1 | 5 juillet 2015  | 11 octobre 2015              | Battle of Gods (14 épisodes)                |      |      | 1 |   |
|                  | 2 | 18 octobre 2015 | 17 janvier 2016              | Résurrection de ‘F’ (13 épisodes)           |      |      | 2 |   |
|                  | 2 | 18 octobre 2015 | 17 janvier 2016              | Résurrection de ‘F’ (13 épisodes)           |      |      | 2 |   |
|                  | 2 | 18 octobre 2015 | 17 janvier 2016              | Résurrection de ‘F’ (13 épisodes)           |      |      | 2 |   |
|                  | 2 | 18 octobre 2015 | 17 janvier 2016              | Résurrection de ‘F’ (13 épisodes)           |      |      | 2 |   |
|                  | 2 | 18 octobre 2015 | 17 janvier 2016              | Résurrection de ‘F’ (13 épisodes)           |      |      | 2 |   |
|                  | 2 | 18 octobre 2015 | 17 janvier 2016              | Résurrection de ‘F’ (13 épisodes)           |      |      | 2 |   |
|                  | 2 | 18 octobre 2015 | 17 janvier 2016              | Résurrection de ‘F’ (13 épisodes)           |      |      | 2 |   |
|                  | 2 | 18 octobre 2015 | 17 janvier 2016              | Résurrection de ‘F’ (13 épisodes)           |      |      | 2 |   |
|                  | 2 | 18 octobre 2015 | 17 janvier 2016              | Résurrection de ‘F’ (13 épisodes)           |      |      | 2 |   |
|                  | 2 | 18 octobre 2015 | 17 janvier 2016              | Résurrection de ‘F’ (13 épisodes)           |      |      | 2 |   |
|                  | 2 | 18 octobre 2015 | 17 janvier 2016              | Résurrection de ‘F’ (13 épisodes)           |      |      | 2 |   |
|                  | 2 | 18 octobre 2015 | 17 janvier 2016              | Résurrection de ‘F’ (13 épisodes)           |      |      | 2 |   |
|                  | 2 | 18 octobre 2015 | 17 janvier 2016              | Résurrection de ‘F’ (13 épisodes)           |      |      | 2 |   |
|                  | 3 | 24 janvier 2016 | 1er mai 2016                 | Dieu de la destruction Champa (14 épisodes) |      |      | 3 |   |
|                  | 3 | 24 janvier 2016 | 1er mai 2016                 | Dieu de la destruction Champa (14 épisodes) |      |      | 3 |   |
|                  | 3 | 24 janvier 2016 | 1er mai 2016                 | Dieu de la destruction Champa (14 épisodes) |      |      | 3 |   |
|                  | 3 | 24 janvier 2016 | 1er mai 2016                 | Dieu de la destruction Champa (14 épisodes) |      |      | 3 |   |
|                  | 3 | 24 janvier 2016 | 1er mai 2016                 | Dieu de la destruction Champa (14 épisodes) |      |      | 3 |   |
|                  | 3 | 24 janvier 2016 | 1er mai 2016                 | Dieu de la destruction Champa (14 épisodes) |      |      | 3 |   |
|                  | 3 | 24 janvier 2016 | 1er mai 2016                 | Dieu de la destruction Champa (14 épisodes) |      |      | 3 |   |
|                  | 3 | 24 janvier 2016 | 1er mai 2016                 | Dieu de la destruction Champa (14 épisodes) |      |      | 3 |   |
|                  | 3 | 24 janvier 2016 | 1er mai 2016                 | Dieu de la destruction Champa (14 épisodes) |      |      | 3 |   |
|                  | 3 | 24 janvier 2016 | 1er mai 2016                 | Dieu de la destruction Champa (14 épisodes) |      |      | 3 |   |
|                  | 3 | 24 janvier 2016 | 1er mai 2016                 | Dieu de la destruction Champa (14 épisodes) |      |      | 3 |   |
|                  | 3 | 24 janvier 2016 | 1er mai 2016                 | Dieu de la destruction Champa (14 épisodes) |      |      | 3 |   |
|                  | 3 | 24 janvier 2016 | 1er mai 2016                 | Dieu de la destruction Champa (14 épisodes) |      |      | 3 |   |
|                  | 3 | 24 janvier 2016 | 1er mai 2016                 | Dieu de la destruction Champa (14 épisodes) |      |      | 3 |   |
| 8 mai 2016       | 3 | 5 juin 2016     | Épisodes filler (5 épisodes) |                                             |      |      | 3 |   |
| 8 mai 2016       | 3 | 5 juin 2016     | Épisodes filler (5 épisodes) |                                             |      |      | 3 |   |
| 8 mai 2016       | 3 | 5 juin 2016     | Épisodes filler (5 épisodes) |                                             |      |      | 3 |   |
| 8 mai 2016       | 3 | 5 juin 2016     | Épisodes filler (5 épisodes) |                                             |      |      | 3 |   |
| 8 mai 2016       | 3 | 5 juin 2016     | Épisodes filler (5 épisodes) |                                             |      |      | 3 |   |
|                  | 4 | 12 juin 2016    | 20 novembre 2016             | Trunks du futur (21 épisodes)               |      |      | 4 |   |
|                  | 4 | 12 juin 2016    | 20 novembre 2016             | Trunks du futur (21 épisodes)               |      |      | 4 |   |
|                  | 4 | 12 juin 2016    | 20 novembre 2016             | Trunks du futur (21 épisodes)               |      |      | 4 |   |
|                  | 4 | 12 juin 2016    | 20 novembre 2016             | Trunks du futur (21 épisodes)               |      |      | 4 |   |
|                  | 4 | 12 juin 2016    | 20 novembre 2016             | Trunks du futur (21 épisodes)               |      |      | 4 |   |
|                  | 4 | 12 juin 2016    | 20 novembre 2016             | Trunks du futur (21 épisodes)               |      |      | 4 |   |
|                  | 4 | 12 juin 2016    | 20 novembre 2016             | Trunks du futur (21 épisodes)               |      |      | 4 |   |
|                  | 4 | 12 juin 2016    | 20 novembre 2016             | Trunks du futur (21 épisodes)               |      |      | 4 |   |
|                  | 4 | 12 juin 2016    | 20 novembre 2016             | Trunks du futur (21 épisodes)               |      |      | 4 |   |
|                  | 4 | 12 juin 2016    | 20 novembre 2016             | Trunks du futur (21 épisodes)               |      |      | 4 |   |
|                  | 4 | 12 juin 2016    | 20 novembre 2016             | Trunks du futur (21 épisodes)               |      |      | 4 |   |
|                  | 4 | 12 juin 2016    | 20 novembre 2016             | Trunks du futur (21 épisodes)               |      |      | 4 |   |
|                  | 4 | 12 juin 2016    | 20 novembre 2016             | Trunks du futur (21 épisodes)               |      |      | 4 |   |
|                  | 4 | 12 juin 2016    | 20 novembre 2016             | Trunks du futur (21 épisodes)               |      |      | 4 |   |
|                  | 4 | 12 juin 2016    | 20 novembre 2016             | Trunks du futur (21 épisodes)               |      |      | 4 |   |
|                  | 4 | 12 juin 2016    | 20 novembre 2016             | Trunks du futur (21 épisodes)               |      |      | 4 |   |
|                  | 4 | 12 juin 2016    | 20 novembre 2016             | Trunks du futur (21 épisodes)               |      |      | 4 |   |
|                  | 4 | 12 juin 2016    | 20 novembre 2016             | Trunks du futur (21 épisodes)               |      |      | 4 |   |
|                  | 4 | 12 juin 2016    | 20 novembre 2016             | Trunks du futur (21 épisodes)               |      |      | 4 |   |
|                  | 4 | 12 juin 2016    | 20 novembre 2016             | Trunks du futur (21 épisodes)               |      |      | 4 |   |
|                  | 4 | 12 juin 2016    | 20 novembre 2016             | Trunks du futur (21 épisodes)               |      |      | 4 |   |
| 27 novembre 2016 | 4 | 29 janvier 2017 | Épisodes filler (9 épisodes) |                                             |      |      | 4 |   |
| 27 novembre 2016 | 4 | 29 janvier 2017 | Épisodes filler (9 épisodes) |                                             |      |      | 4 |   |
| 27 novembre 2016 | 4 | 29 janvier 2017 | Épisodes filler (9 épisodes) |                                             |      |      | 4 |   |
| 27 novembre 2016 | 4 | 29 janvier 2017 | Épisodes filler (9 épisodes) |                                             |      |      | 4 |   |
| 27 novembre 2016 | 4 | 29 janvier 2017 | Épisodes filler (9 épisodes) |                                             |      |      | 4 |   |
| 27 novembre 2016 | 4 | 29 janvier 2017 | Épisodes filler (9 épisodes) |                                             |      |      | 4 |   |
| 27 novembre 2016 | 4 | 29 janvier 2017 | Épisodes filler (9 épisodes) |                                             |      |      | 4 |   |
| 27 novembre 2016 | 4 | 29 janvier 2017 | Épisodes filler (9 épisodes) |                                             |      |      | 4 |   |
| 27 novembre 2016 | 4 | 29 janvier 2017 | Épisodes filler (9 épisodes) |                                             |      |      | 4 |   |
|                  | 5 | 5 février 2017  | 25 mars 2018                 | Survie de l'Univers (55 épisodes)           |      |      | 5 |   |
|                  | 5 | 5 février 2017  | 25 mars 2018                 | Survie de l'Univers (55 épisodes)           |      |      | 5 |   |
|                  | 5 | 5 février 2017  | 25 mars 2018                 | Survie de l'Univers (55 épisodes)           |      |      | 5 |   |
|                  | 5 | 5 février 2017  | 25 mars 2018                 | Survie de l'Univers (55 épisodes)           |      |      | 5 |   |
|                  | 5 | 5 février 2017  | 25 mars 2018                 | Survie de l'Univers (55 épisodes)           |      |      | 5 |   |
|                  | 5 | 5 février 2017  | 25 mars 2018                 | Survie de l'Univers (55 épisodes)           |      |      | 5 |   |
|                  | 5 | 5 février 2017  | 25 mars 2018                 | Survie de l'Univers (55 épisodes)           |      |      | 5 |   |
|                  | 5 | 5 février 2017  | 25 mars 2018                 | Survie de l'Univers (55 épisodes)           |      |      | 5 |   |
|                  | 5 | 5 février 2017  | 25 mars 2018                 | Survie de l'Univers (55 épisodes)           |      |      | 5 |   |
|                  | 5 | 5 février 2017  | 25 mars 2018                 | Survie de l'Univers (55 épisodes)           |      |      | 5 |   |
|                  | 5 | 5 février 2017  | 25 mars 2018                 | Survie de l'Univers (55 épisodes)           |      |      | 5 |   |
|                  | 5 | 5 février 2017  | 25 mars 2018                 | Survie de l'Univers (55 épisodes)           |      |      | 5 |   |
|                  | 5 | 5 février 2017  | 25 mars 2018                 | Survie de l'Univers (55 épisodes)           |      |      | 5 |   |
|                  | 5 | 5 février 2017  | 25 mars 2018                 | Survie de l'Univers (55 épisodes)           |      |      | 5 |   |
|                  | 5 | 5 février 2017  | 25 mars 2018                 | Survie de l'Univers (55 épisodes)           |      |      | 5 |   |
|                  | 5 | 5 février 2017  | 25 mars 2018                 | Survie de l'Univers (55 épisodes)           |      |      | 5 |   |
|                  | 5 | 5 février 2017  | 25 mars 2018                 | Survie de l'Univers (55 épisodes)           |      |      | 5 |   |
|                  | 5 | 5 février 2017  | 25 mars 2018                 | Survie de l'Univers (55 épisodes)           |      |      | 5 |   |
|                  | 5 | 5 février 2017  | 25 mars 2018                 | Survie de l'Univers (55 épisodes)           |      |      | 5 |   |
|                  | 5 | 5 février 2017  | 25 mars 2018                 | Survie de l'Univers (55 épisodes)           |      |      | 5 |   |
|                  | 5 | 5 février 2017  | 25 mars 2018                 | Survie de l'Univers (55 épisodes)           |      |      | 5 |   |
|                  | 5 | 5 février 2017  | 25 mars 2018                 | Survie de l'Univers (55 épisodes)           |      |      | 5 |   |
|                  | 5 | 5 février 2017  | 25 mars 2018                 | Survie de l'Univers (55 épisodes)           |      |      | 5 |   |
|                  | 5 | 5 février 2017  | 25 mars 2018                 | Survie de l'Univers (55 épisodes)           |      |      | 5 |   |
|                  | 5 | 5 février 2017  | 25 mars 2018                 | Survie de l'Univers (55 épisodes)           |      |      | 5 |   |
|                  | 5 | 5 février 2017  | 25 mars 2018                 | Survie de l'Univers (55 épisodes)           |      |      | 5 |   |
|                  | 5 | 5 février 2017  | 25 mars 2018                 | Survie de l'Univers (55 épisodes)           |      |      | 5 |   |
|                  | 5 | 5 février 2017  | 25 mars 2018                 | Survie de l'Univers (55 épisodes)           |      |      | 5 |   |
|                  | 5 | 5 février 2017  | 25 mars 2018                 | Survie de l'Univers (55 épisodes)           |      |      | 5 |   |
|                  | 5 | 5 février 2017  | 25 mars 2018                 | Survie de l'Univers (55 épisodes)           |      |      | 5 |   |
|                  | 5 | 5 février 2017  | 25 mars 2018                 | Survie de l'Univers (55 épisodes)           |      |      | 5 |   |
|                  | 5 | 5 février 2017  | 25 mars 2018                 | Survie de l'Univers (55 épisodes)           |      |      | 5 |   |
|                  | 5 | 5 février 2017  | 25 mars 2018                 | Survie de l'Univers (55 épisodes)           |      |      | 5 |   |
|                  | 5 | 5 février 2017  | 25 mars 2018                 | Survie de l'Univers (55 épisodes)           |      |      | 5 |   |
|                  | 5 | 5 février 2017  | 25 mars 2018                 | Survie de l'Univers (55 épisodes)           |      |      | 5 |   |
|                  | 5 | 5 février 2017  | 25 mars 2018                 | Survie de l'Univers (55 épisodes)           |      |      | 5 |   |
|                  | 5 | 5 février 2017  | 25 mars 2018                 | Survie de l'Univers (55 épisodes)           |      |      | 5 |   |
|                  | 5 | 5 février 2017  | 25 mars 2018                 | Survie de l'Univers (55 épisodes)           |      |      | 5 |   |
|                  | 5 | 5 février 2017  | 25 mars 2018                 | Survie de l'Univers (55 épisodes)           |      |      | 5 |   |
|                  | 5 | 5 février 2017  | 25 mars 2018                 | Survie de l'Univers (55 épisodes)           |      |      | 5 |   |
|                  | 5 | 5 février 2017  | 25 mars 2018                 | Survie de l'Univers (55 épisodes)           |      |      | 5 |   |
|                  | 5 | 5 février 2017  | 25 mars 2018                 | Survie de l'Univers (55 épisodes)           |      |      | 5 |   |
|                  | 5 | 5 février 2017  | 25 mars 2018                 | Survie de l'Univers (55 épisodes)           |      |      | 5 |   |
|                  | 5 | 5 février 2017  | 25 mars 2018                 | Survie de l'Univers (55 épisodes)           |      |      | 5 |   |
|                  | 5 | 5 février 2017  | 25 mars 2018                 | Survie de l'Univers (55 épisodes)           |      |      | 5 |   |
|                  | 5 | 5 février 2017  | 25 mars 2018                 | Survie de l'Univers (55 épisodes)           |      |      | 5 |   |
|                  | 5 | 5 février 2017  | 25 mars 2018                 | Survie de l'Univers (55 épisodes)           |      |      | 5 |   |
|                  | 5 | 5 février 2017  | 25 mars 2018                 | Survie de l'Univers (55 épisodes)           |      |      | 5 |   |
|                  | 5 | 5 février 2017  | 25 mars 2018                 | Survie de l'Univers (55 épisodes)           |      |      | 5 |   |
|                  | 5 | 5 février 2017  | 25 mars 2018                 | Survie de l'Univers (55 épisodes)           |      |      | 5 |   |
|                  | 5 | 5 février 2017  | 25 mars 2018                 | Survie de l'Univers (55 épisodes)           |      |      | 5 |   |
|                  | 5 | 5 février 2017  | 25 mars 2018                 | Survie de l'Univers (55 épisodes)           |      |      | 5 |   |
|                  | 5 | 5 février 2017  | 25 mars 2018                 | Survie de l'Univers (55 épisodes)           |      |      | 5 |   |
|                  | 5 | 5 février 2017  | 25 mars 2018                 | Survie de l'Univers (55 épisodes)           |      |      | 5 |   |
|                  | 5 | 5 février 2017  | 25 mars 2018                 | Survie de l'Univers (55 épisodes)           |      |      | 5 |   |
| #                | # | Début           | Fin                          | Arcs                                        | Arcs | Arcs | # | # |

## Légende des tableaux
|  | Épisodes adaptés (sans couleur d'arrière plan) |

|  |  |  |  | Épisodes filler (hors manga) |

Note : Les épisodes "fillers" (épisodes hors manga exclusifs à l’anime) sont surlignés en couleur. bien que fillers ne puisse pas être un terme adéquat car l'anime s'est terminé bien avant que le manga ne le dépasse. en cette colorisation ne semble pas appropriée

## Liste des épisodes

### ArcBattle of Gods
Diffusé sur Fuji TV entre le 5 juillet 2015 et le 11 octobre 2015 au Japon, et en France entre le 17 janvier 2017 et le 3 février 2017 sur Toonami. Le premier arc est composé de 14 épisodes.
| No | Titre français                                                                          | Titre japonais                                   | Titre japonais | Date de 1re diffusion |
| No | Titre français                                                                          | Kanji                                            | Rōmaji | Date de 1re diffusion |
| --- | --------------------------------------------------------------------------------------- | ------------------------------------------------ | --- | --------------------- |
| 1 | Une récompense pour la paix. À qui reviennent les 100 millions de Zenis, ?              | 平和の報酬 1億ゼニーは誰の手に！？               | Heiwa no hōshū Ichioku zenī wa dare no te ni!? (Le prix de la paix. À qui revient le prix de 100 millions de Zenis !?)                                  | 5 juillet 2015        |
| [Chapitre 1] — Après la disparition de Boo, Son Goku et ses amis ont fait appel au dragon des Dragon Balls pour l'effacer de la mémoire des Terriens. Mr Satan a reçu le « prix mondial de la paix » pour avoir sauvé la Terre en étant récompensé par 100 millions de zénis. Pendant ce temps, Goku, contraint par Chichi, se retrouve à travailler comme agriculteur. Trunks et Goten, quant à eux, se mettent en route pour trouver un cadeau à Videl, mariée depuis peu à Gohan. |                                                                                         |                                                  | |                       |
| 2 | Une promesse, c'est une promesse. Des vacances en famille pour Vegeta,                  | 約束のリゾートへ！ベジータが家族旅行！？         | Yakusoku no rizōto e! Bejīta ga kazoku ryokō!? (Direction les vacances comme promis ! Vegeta en voyage familial !?)                                     | 12 juillet 2015       |
| [Chapitre 1] — Vegeta emmène sa famille en balade pour une journée afin de tenir sa promesse faite à Trunks. Pendant ce temps, Goku part s'entraîner chez Maître Kaio après avoir reçu des millions de zenis de la part de Mr Satan. |                                                                                         |                                                  | |                       |
| 3 | Quelle est la suite du rêve, déjà ? À la recherche du Super Saïyen Divin, !             | 夢の続きはどこだ！？超サイヤ人ゴッドを探せ！     | Yume no tsuzuki wa doko da!? Sūpā Saiya-jin goddo o sagase! (Où se poursuivra ce rêve !? Cherche le Super Saiyan Divin !)                               | 19 juillet 2015       |
| [Chapitre 2] — Maître Kaio vient d'apprendre le réveil de Beerus, le dieu de la destruction, mais il ne veut pas que Son Goku l'apprenne, par peur qu'il ne le défie en combat. Or, Beerus veut absolument trouver le Super Saiyan Divin et va mener ses recherches un peu partout. Pendant ce temps, tout le monde s'est donné rendez-vous sur le yacht de la famille Brief, afin de célébrer l'anniversaire de Bulma.                                                              |                                                                                         |                                                  | |                       |
| 4 | À la poursuite des Dragon Balls ! Le Plan d'attaque de la bande à Pilaf,                | 目指せドラゴンボール！ピラフ一味の大作戦！       | Mezase Doragon Bōru! Pirafu ichimi no dai-sakusen! (Objectif Dragon Ball ! Le super plan de la bande de Pilaf !)                                        | 2 août 2015           |
| [Chapitre 2] — Bulma organise un bingo dans lequel le gros lot est les Dragon Balls. Du coup, cela attire trois clandestins : Pilaf, Mai et Shu, prêt à tout pour les voler. |                                                                                         |                                                  | |                       |
| 5 | Duel chez Maître Kaio ! Goku contre Beerus, le dieu de la destruction, !                | 界王星の決戦！悟空VS破壊神ビルス                 | Kaiōkai no kessen! Gokū tai Hakaishin Birusu (Bataille décisive sur l'étoile de Kaio ! Goku contre le dieu de la destruction Beerus)                    | 9 août 2015           |
| [Chapitre 2] — Beerus est arrivé sur la planète de Kaio et Goku le défie bien qu'il ait entendu dire qu'il avait une force effrayante, selon les avertissements de Kaio. Et bien qu'ayant utilisé toute sa puissance lors de la confrontation, Goku se rend vite compte que Beerus est trop fort pour lui. |                                                                                         |                                                  | |                       |
| 6 | Il ne faut pas énerver le dieu de la destruction ! Un anniversaire sous tension,        | 破壊神を怒らせるな！ドキドキ誕生日パーティー     | Hakaishin o okoraseru na! Doki-Doki tanjō pātī (Ne fâchez pas le dieu de la destruction ! Peur à la fête d'anniversaire)                                | 16 août 2015          |
| [Chapitre 3] — Beerus et Whis apparaissent soudainement à l'anniversaire de Bulma. Vegeta s'entretient avec Beerus et se souvient avoir été témoin de sa colère quand il était enfant. Toutefois, Bulma invite Beerus et Whis à se joindre à la fête pendant que Vegeta fait tout pour attirer les faveurs du dieu de la destruction. |                                                                                         |                                                  | |                       |
| 7 | Touche pas à ma Bulma ! La Transformation enragée de Vegeta,                            | よくもオレのブルマを！ベジータ怒りの突然変異！？ | Yokumo ore no Buruma o! Bejīta ikari no totsuzenhen’i!? (Comment oses-tu frapper ma Bulma ! La furieuse transformation de Vegeta !)                     | 23 août 2015          |
| [Chapitre 3] — La situation sur Terre est dramatique. Beerus est énervé et veut détruire la planète, tandis que tous les combattants essayent en vain de l'affronter. Mais en frappant Bulma, Beerus a provoqué la colère de Vegeta, qui l'attaque de toutes ses forces. |                                                                                         |                                                  | |                       |
| 8 | L'Arrivée de Son Goku ! Beerus accorde une dernière chance, ?                           | 悟空見参！ビルス様からのラストチャンス！？       | Gokū kenzan! Birusu-sama kara no rasuto chansu!? (Goku est enfin de retour ! La dernière chance laissée par Beerus !?)                                  | 30 août 2015          |
| [Chapitre 3] — Beerus décide de détruire la Terre. Mais il propose à Oolong de l'affronter au pierre-feuille-ciseaux pour décider du sort de la Terre. |                                                                                         |                                                  | |                       |
| 9 | Merci d'avoir patienté, seigneur Beerus ! Le Super Saïyen Divin est enfin parmi nous, ! | お待たせ、ビルス様 ついに超サイヤ人ゴッド誕生！  | Omatase, Birusu-sama. Tsui ni Sūpā Saiya-jin Goddo tanjō! (Navré pour l'attente, seigneur Beerus. Le Super Saiyan Divin est enfin né !)                 | 6 septembre 2015      |
| [Chapitre 4] — Goku décide d'invoquer Shenron afin qu'il fasse venir le Super Saiyan Divin. Cela lui étant impossible, il décide d'expliquer par quel moyen ce guerrier légendaire pourrait à nouveau faire son apparition. Goku parvient ainsi à se transformer en Super Saiyan Divin et peut commencer son duel contre Beerus. |                                                                                         |                                                  | |                       |
| 10 | Son Goku ! Montre-nous la puissance du Super Saïyen Divin, !                            | 見せろ悟空！超サイヤ人ゴッドの力！！             | Misero Gokū! Sūpā Saiya-jin Goddo no chikara!! (Montre-moi Goku ! Le pouvoir du Super Saiyan Divin !!)                                                  | 13 septembre 2015     |
| [Chapitre 4] — Maintenant que Goku est devenu Super Saiyan Divin, lui et Beerus s'envolent pour entamer leur combat retour. Mais il n'est pas encore habitué à sa nouvelle forme. |                                                                                         |                                                  | |                       |
| 11 | Seigneur Beerus, continuons le combat des dieux, !                                      | 続けようぜビルス様！神と神の戦いを！             | Tuzukeyouze Birusu-sama ! Kami to Kami no tatakai o! (Continuons seigneur Beerus ! L'affrontement d'un dieu contre un dieu !)                           | 20 septembre 2015     |
| [Chapitre 4] — Goku commence à s'habituer à ses nouveaux pouvoirs et Beerus est ravi de pouvoir enfin commencer à se battre véritablement face à lui. |                                                                                         |                                                  | |                       |
| 12 | L'univers s'effondre ? L'affrontement dégénère, !                                       | 宇宙が砕ける！？激突!破壊神VS超サイヤ人ゴッド！  | Uchū ga kudakeru!? Hakaishin Birusu tai Sūpā Saiyajin Goddo! (L'univers s'écroule !? Le duel, le dieu de la destruction contre le Super Saiyan Divin !) | 27 septembre 2015     |
| [Chapitre 4] — Goku et Beerus se battent si fort qu'ils provoquent des ondes de choc capables de détruire l'univers entier. |                                                                                         |                                                  | |                       |
| 13 | Goku, dépasse le Super Saïyen Divin qui est en toi, !                                   | 悟空よ、超サイヤ人ゴッドを超えてゆけ！           | Gokū yo, Sūpā Saiya-jin Goddo o koete ike! (Goku, va au-delà du Super Saiyan Divin !)                                                                   | 4 octobre 2015        |
| [Chapitre 4] — La lutte entre les deux protagonistes touche presque à son terme et le temps est écoulé pour la transformation en Super Saiyan Divin. |                                                                                         |                                                  | |                       |
| 14 | Je vais tout donner ! La Fin du combat des dieux, !                                     | これがオラのありったけの力だ！決着！神と神       | Kore ga ora no arittake no chikarada! Ketchaku! Kami to kami (C'est le dernier fragment de ma puissance ! Conclusion de la bataille des dieux !)        | 11 octobre 2015       |
| [Chapitre 4] — Pendant son combat contre Beerus, un changement inattendu se produit sur Goku, qui était en Super Saiyan Divin. |                                                                                         |                                                  | |                       |

### ArcLa Résurrection de ‘Freezer’
Diffusé sur Fuji TV entre le 18 octobre 2015 et le 17 janvier 2016, le deuxième arc est composé de 13 épisodes.
| No | Titre français                                                           | Titre japonais                                       | Titre japonais | Date de 1re diffusion |
| No | Titre français                                                           | Kanji                                                | Rōmaji | Date de 1re diffusion |
| --- | ------------------------------------------------------------------------ | ---------------------------------------------------- | --- | --------------------- |
| 15 | Les Miracles de Satan ! Le Défi venu de l'espace,                        | 勇者サタンよ奇跡を起こせ！宇宙からの挑戦状！！       | Yūsha Satan yo kiseki o okose! Uchū kara no chōsenjō!! (L'héroïsme de Satan, provoquer un miracle ! Défier le cosmos !!)                          | 18 octobre 2015       |
| Après la bataille contre Beerus, un visiteur inattendu rend visite à Mr Satan pour le défier lors d'un combat. Note : Cet épisode est un filler.[réf. nécessaire] |                                                                          |                                                      | |                       |
| 16 | Vegeta devient disciple. À la conquête de Whis, !                        | ベジータが弟子入り！？ウイスを攻略せよ！             | Vegeta ga deshiiri!? Uisu o kōryakuseyo! (Vegeta est disciple !? Capturer Whis !)                                                                 | 25 octobre 2015       |
| [Chapitre 1 One-Shot La Résurrection de ‘F’] — Alors que Krilin a une demande inattendue pour Goku, Vegeta redouble d'imagination pour que Whis l'aide à s'entrainer. |                                                                          |                                                      | |                       |
| 17 | La petite Pan est née ! Goku s'en va pour suivre un entraînement, ?      | パン誕生！そして悟空は修行の旅へ！？                 | Pan tanjō! Soshite Gokū wa shugyō no tabi he!? (Pan est née ! Et Goku part pour un long entraînement !?)                                          | 1er novembre 2015     |
| [Chapitre 1 One-Shot La Résurrection de ‘F’] — Le temps a passé, Gohan et Videl ont eu une fille, nommé Pan. Pendant ce temps, Son Goku arrive à convaincre Whis de l'emmener au Domaine de Beerus pour qu'il s'entraine lui aussi avec lui. |                                                                          |                                                      | |                       |
| 18 | Vegeta, me voilà ! L'entraînement commence sur la planète de Beerus, !   | オラも来たぞ！ビルス星で修行開始だ！                 | Ora mo kita zo! Birusu-sei de shugyō kaishi da! (Je suis de retour ! L'entraînement commence sur la planète de Beerus !)                          | 8 novembre 2015       |
| [Chapitre 1 One-Shot La Résurrection de ‘F’] — Son Goku débarque sur la planète de Beerus et peut commencer son entraînement avec Vegeta. |                                                                          |                                                      | |                       |
| 19 | Le Retour de la terreur ! Freezer, l'empereur du mal, renaît, !          | 絶望ふたたび！悪の帝王・フリーザの復活！             | Zetsubō futatabi! Aku no teiō ・ Furīza no fukkatsu! (La terreur renaît ! La résurrection de Freezer, l'empereur du mal !)                        | 15 novembre 2015      |
| [Chapitre 2 One-Shot La Résurrection de ‘F’] — Goku effectue difficilement son entraînement avec Whis. Pendant ce temps, Freezer souffre en enfer, mais ses soldats manigancent pour le ramener. Sorbet et Tagoma atterrissent sur Terre et utilisent les Dragon Balls pour ressusciter le tyran Freezer. |                                                                          |                                                      | |                       |
| 20 | L'Avertissement de Jaco ! Freezer et ses mille soldats à l'approche,     | ジャコからの警告！迫り来るフリーザと1000人の兵士達！ | Jako kara no keikoku! Semari kuru Furīza to sennin no heishi-tachi! (L'avertissement de Jaco ! Freezer et ses 1000 soldats approchent !)          | 22 novembre 2015      |
| [Chapitre 2 One-Shot La Résurrection de ‘F’] — Une nouvelle menace approche de la Terre. Au même moment, Bulma reçoit la visite de Jaco, un vieil ami, venu la prévenir de cette menace. |                                                                          |                                                      | |                       |
| 21 | L'heure de la vengeance a sonné ! Les Soldats de Freezer contre Gohan, ! | 復讐のはじまり！フリーザ軍の悪意が悟飯を撃つ！       | Fukushū no hajimari! Furīza-gun no akuiga satoshi Gohan outsu! (La vengeance commence ! La malveillante armée de Freezer attaque Gohan !)         | 29 novembre 2015      |
| [Chapitre 2 One-Shot La Résurrection de ‘F’] — Freezer et son armée débarquent sur la Terre. Ses soldats s'attaquent à une partie des protagonistes. |                                                                          |                                                      | |                       |
| 22 | L'Incroyable Permutation ! Le Retour inattendu de Ginyu, !               | チェーンジ！まさかの復活！その名はギニュー！！       | Chēnji! Masaka no fukkatsu! Sono na wa Ginyu!! (Permutation ! La résurrection de l'impossible ! Son nom est Ginyu !!)                             | 6 décembre 2015       |
| [Chapitre 2 One-Shot La Résurrection de ‘F’] — Grâce à un simple stratagème, Ginyu étant devenu une grenouille sur la planète Namek (saga Freezer), fait son retour dans le corps de Tagoma, grâce à sa technique qui permet d'échanger son corps avec celui d'un autre. Gohan étant mal en point se fait attaquer par Freezer, mais Piccolo faisant preuve d'héroïsme, décide de se sacrifier pour sauver la vie de Gohan.   |                                                                          |                                                      | |                       |
| 23 | La Terre ! Gohan ! Une situation désespérée ! Goku, reviens vite, !      | 地球が！悟飯が！絶体絶命！早く来てくれ孫悟空！！     | Chikyū ga! Gohan ga! Zettaizetsumei! Hayaku kite kure Son Gokū!! (Terre ! Gohan ! Une situation désastreuse ! Dépêche toi de revenir Son Goku !!) | 13 décembre 2015      |
| [Chapitre 2 One-Shot La Résurrection de ‘F’] — Alors que Gohan est en mauvaise posture, Son Goku se concentre avec le déplacement instantané pour se téléporter sur Terre. Une fois arrivé, Vegeta se confronte à Ginyu, puis Freezer passe directement à sa forme finale. Commence alors un combat intense : Son Goku contre Freezer.                                                                                        |                                                                          |                                                      | |                       |
| 24 | Freezer contre Goku ! Voilà le résultat de mon entraînement, !           | 激突！フリーザVS孫悟空！これがオラの修行の成果だ！   | Gekitotsu! Furīza tai Son Gokū. Kore ga ora no shugyō no seikada! (Duel ! Goku contre Freezer ! Voici le résultat de mon entraînement !)          | 20 décembre 2015      |
| [Chapitre 3 One-Shot La Résurrection de ‘F’] — Goku et Freezer comparent leur puissance respective en enchainant des attaques sous les regards de la Z Team. Goku lui dévoile ensuite sa nouvelle transformation le Super Saiyan Bleu. |                                                                          |                                                      | |                       |
| 25 | Un combat explosif ! La Revanche de Golden Freezer,                      | 全開バトル！復讐のゴールデンフリーザ                 | Zenkai batoru! Fukushū no Gōruden Furīza (Un affrontement immédiat ! La vengeance de Golden Freezer)                                              | 27 décembre 2015      |
| [Chapitre 3 One-Shot La Résurrection de ‘F’] — Freezer lui aussi décide de dévoiler sa vraie puissance et se transforme en Golden Freezer. Il reprend ensuite son duel avec Son Goku et le domine largement. Cependant, Freezer perd peu à peu sa puissance. |                                                                          |                                                      | |                       |
| 26 | Il doit bien y avoir un moyen de se sortir de là ! Goku contre-attaque ! | 大ピンチに勝機が見えた！反撃開始だ孫悟空！           | Dai pinchi ni shōki ga mieta! Hangeki kaishida Son Gokū! (Une chance de victoire dans un moment critique ! Lance la contre-attaque, Son Goku !)   | 10 janvier 2016       |
| [Chapitre 3 One-Shot La Résurrection de ‘F’] — N'étant pas habitué à sa transformation en Golden Freezer, il perd progressivement sa force. Alors que Son Goku reprend l'avantage, Freezer décide de passer au plan de secours qu'il avait établi. Sorbet transperce Goku qui a baissé sa garde. Vegeta vient le sauver et se transforme à son tour en Super Saiyan Blue pour combattre Golden Freezer.                       |                                                                          |                                                      | |                       |
| 27 | La Terre explose ? Le Kâmé hâmé hâ décisif                               | 地球爆発！？決着のかめはめ波                         | Chikyū bakuhatsu!? Ketchaku no Kamehameha (Explosion de la Terre !? Le Kamé Hamé Ha décisif)                                                      | 17 janvier 2016       |
| [Chapitre 3 One-Shot La Résurrection de ‘F’] — Après sa transformation, Vegeta commence son combat face à Golden Freezer. N'étant plus assez puissant et étant redevenu normal, Freezer décide de se faire exploser et d'emporter la Terre avec lui. Mais, Whis a heureusement la solution pour réparer l'erreur de Son Goku. Après être revenu de quelques minutes dans le temps, Goku achève Freezer avec son Kamé Hamé Ha. |                                                                          |                                                      | |                       |

### ArcDieu de la destruction Champa
Diffusé sur Fuji TV entre le 24 janvier 2016 au 5 juin 2016, le troisième arc est composé de 19 épisodes.
Il a été réalisé par Kimitoshi Chioka et scénarisé par King Ryū.[réf. nécessaire]
| No | Titre français                                                                   | Titre japonais                                          | Titre japonais | Date de 1re diffusion |
| No | Titre français                                                                   | Kanji                                                   | Rōmaji | Date de 1re diffusion |
| --- | -------------------------------------------------------------------------------- | ------------------------------------------------------- | --- | --------------------- |
| 28 | Le Dieu de la destruction de l'univers 6. Champa !                               | 第6宇宙の破壊神 その名はシャンパ                        | Dai roku uchū no hakaishin Sono na wa Shanpa (Le Dieu de la destruction de l’univers 6 : Son nom est Champa)                                                                     | 24 janvier 2016       |
| [Chapitre 5] — La Terre vit des jours paisibles après la bataille contre Freezer. Goku et Vegeta retournent sur la planète de Beerus pour s'entraîner. Ils font des pompes sur un doigt dans des combinaisons lourdes, sous la surveillance de Whis, jusqu'à ce que Champa, le Dieu de la destruction de l'univers 6 et sa maîtresse Vados, débarquent à l'improviste en faisant du boucan. Furieux d'être réveillé par le vacarme, Beerus s'attaque aux deux Saiyans avant de tomber sur les deux visiteurs. Les deux frères jumeaux s'affrontent dans un duel gastronomique, mais les choses dégénèrent et ils se battent, vite calmés par leurs maîtres respectifs. Champa découvre, par le biais de sa maitresse, que la Terre de son univers n'existe plus, car elle a été détruite à cause d'une stupide guerre. Il propose alors un défi à Beerus : un tournoi d'arts martiaux entre les deux univers, dans un combat à 5 contre 5, où le gagnant d'une des équipes continue de se battre jusqu'à sa défaite. Le vainqueur du tournoi empôchera les Super Dragon Balls, et dans le cas où l'univers 7 perd, ils devront échanger leurs planètes Terre. |                                                                                  |                                                         | |                       |
| 29 | Le Grand Tournoi d'arts martiaux ! Le Capitaine bien plus fort que Goku !        | 格闘試合開催決定！ 主将は悟空よりも強いヤツ             | Kakutō shiai kaisai kettei! Shushō wa Gokū yori tsuyoi yatsu (Un rendez-vous pour déterminer le match ! Le capitaine est un type bien plus fort que Goku)                        | 31 janvier 2016       |
| [Chapitre 6] — Beerus et Champa décident des règles et de la date du tournoi confrontant les univers 6 et 7 : elles seront les mêmes que celles du Championnat du Monde d'arts martiaux. Pendant la soirée, Beerus annonce que l'un des concurrents de l'univers 7 sera Monaka, son plus puissant adversaire, qui serait plus fort que Son Goku en Super Saiyan Blue. |                                                                                  |                                                         | |                       |
| 30 | Le recrutement commence. Qui seront les deux derniers membres de l'équipe ?      | 『格闘試合』へのおさらい 残り二人のメンバーは誰だ！？   | "Kakutō shiai" e no o sarai Nokori futari no menbā wa dareda!? (L'entraînement pour le tournoi des arts martiaux. Qui sont les deux participants restants !?)                    | 7 février 2016        |
| [Chapitre 6] — Le Super Dragon Radar est enfin prêt. Son Goku et Vegeta s'envolent pour trouver les deux autres participants du tournoi, lorsqu'ils rencontrent Krilin. Ils lui expliquent la situation et décident de choisir Boo et Piccolo. Alors que Son Gohan voulait participer, il se rend compte qu'il a une conférence le jour du tournoi et laisse sa place à Piccolo. De son côté, Bulma contacte Jaco pour qu'il l'aide à localiser la Super Dragon Ball depuis le centre de l'univers. |                                                                                  |                                                         | |                       |
| 31 | Rencontre avec le seigneur Zuno ! À la recherche des Super Dragon Balls !        | ズノー様のもとへ！ 超ドラゴンボールのありかを聞き出せ！ | Zunō-sama no moto e! Sūpā Doragon Bōru no arika o kikidase! (Lord Zuno ! Trouvez l'emplacement des Super Dragon Balls !)                                                         | 14 février 2016       |
| [Chapitres 6 et 7] — Jaco arrive sur Terre et part avec Bulma vers la planète du Seigneur Zuno pour lui demander des informations sur les Super Dragon Balls. Celui-ci leur explique leur histoire : elles ont été créées par le Dieu Dragon Zalama en l'an 41 du calendrier divin, avec des pouvoirs n'ayant aucune limite. |                                                                                  |                                                         | |                       |
| 32 | Le tournoi commence. Direction la Planète Sans Nom !                             | 試合開始だ！ みんなで「名前の無い星」へ！               | Shiaikaishi da! Min’na de “namae no nai hoshi” e! (Le tournoi va débuter ! Tout le monde se dirige vers la « Planète Sans Nom » !)                                               | 21 février 2016       |
| [Chapitres 7 et 8] — Son Goku et Vegeta s'entrainent dans la Salle de l'Esprit et du Temps pour le tournoi opposant les univers 6 et 7. Whis les conduit alors vers le domaine de Beerus où ce dernier les attend avec Monaka. Puis, ils partent vers la « Planète Sans Nom » où se déroulera le tournoi. Là-bas, ils rencontrent les participants de l'univers 6 et après l'hymne, vient le tout premier combat : Son Goku contre Botamo. |                                                                                  |                                                         | |                       |
| 33 | Surprise pour l'univers 6 ! Voici Goku, le Super Saïyen                          | 驚け第6宇宙よ！ これが超サイヤ人・孫悟空だ！            | Odoroke dai-roku uchū yo! Kore ga Sūpā Saiya-jin ・ Son Gokū da! (Soyez impressionné univers 6 ! Voici Goku le Super Saiyan !)                                                   | 28 février 2016       |
| [Chapitres 8, 9 et 10] — Le combat opposant Son Goku à Botamo a commencé. Malgré sa puissance acquise, Botamo a l'avantage grâce à ses mouvements aussi rapide que Freezer. Heureusement, après avoir digéré son repas, Son Goku n'a eu besoin que de quelques coups pour impressionner son adversaire jusqu'à l'envoyer hors de l'arène. C'est ensuite Frost qui affronte Son Goku et se révèle d'un bon niveau comparé à Freezer. Après s'être transformé, Frost n'étant toujours pas de taille face à Goku en Super Saiyan, il utilise alors un pouvoir inconnu pour affaiblir le Saiyan et l'envoie hors de l'arène, devant le regard ébahi des spectateurs. |                                                                                  |                                                         | |                       |
| 34 | Piccolo contre Frost. On mise tout sur le rayon maléfique !                      | ピッコロVSフロスト 魔貫光殺砲にすべてをかけろ！         | Pikkoro tai Furosuto Makankōsappō ni subete o kakero! (Piccolo contre Frost. On mise tout sur le Makankosappo !)                                                                 | 6 mars 2016           |
| [Chapitre 10] — Devant la défaite de Goku, c'est au tour de Piccolo d'affronter Frost. Après un duel acharné durant lequel Piccolo charge un ultime Makankosappo, Frost utilise l'arme qui lui a permis de vaincre Son Goku (une aiguille empoisonnée cachée dans son bras droit, que Jaco découvre), ce qui lui vaut d'être disqualifié du Tournoi des Dieux de la destruction. Il se révèle avoir la même personnalité que Freezer, il organise les conquêtes de planètes dans son univers et les résout pour apparaître comme un héros et non le responsable de ces attaques. Vegeta, qui n'est pas étonné par cette révélation, demande à Piccolo d'abandonner et décide d'affronter Frost et en finir avec lui une bonne fois pour toutes. |                                                                                  |                                                         | |                       |
| 35 | De la colère naît la puissance ! Vegeta se lance à corps perdu dans la bataille. | 怒りを力に変えろ！ ベジータの全開バトル                 | Ikari o chikara ni kaero! Bejīta no zenkai batoru (La colère devient force ! Le combat surpuissant de Vegeta)                                                                    | 20 mars 2016          |
| [Chapitre 11] — Vegeta ne montre aucune pitié envers Frost et le vainc avec une attaque surpuissante, mais une nouvelle règle est ajoutée : si l'un des participants touche la barrière qui entoure l'arène même dans les airs, il sera éliminé. Vegeta combat ensuite Magetta, un Metalman. Ayant des difficultés à l'atteindre du fait de son corps très dur et de ses attaques variées, il décide de se transformer en Super Saiyan. |                                                                                  |                                                         | |                       |
| 36 | Un combat plus difficile que prévu ! Explosion de colère de Vegeta !             | まさかの大苦戦！ ベジータ怒りの大爆発！                 | Masaka no dai kusen! Bejīta ikari no dai bakuhatsu! (L'ennemi de l'impossible ! L'explosion de rage de Vegeta !)                                                                 | 27 mars 2016          |
| [Chapitre 11] — Vegeta continue son combat contre Magetta, mais celui-ci parvient à supporter les coups de son adversaire grâce à son corps aussi dur que de l'acier. Finalement, Vegeta concentre toute son énergie et lance son attaque ultime : le Final Flash tout en l'insultant de "Gros tas de ferraille". La puissance de cette technique envoie Magetta en dehors de l'arène et détruit même la barrière créée par Vados. Whis révèle alors à Vegeta que s'il a gagné, c'est parce que les Metalmen sont extrêmement sensibles et en l'insultant, Vegeta a fait perdre à son adversaire tous ses moyens. Après cela, Cabba se prépare à monter sur l'arène. Un nouveau combat, opposant deux Saiyans, est sur le point de commencer. |                                                                                  |                                                         | |                       |
| 37 | N'oublie pas la fierté des Saïyens ! Vegeta contre Cabba                         | サイヤ人の誇りを忘れるな！ ベジータVS第6宇宙のサイヤ人  | Saiyajin no hokori o wasureruna! Bejīta tai Dai-roku uchū no saiyajin (N'oublie pas la fierté des Saiyans ! Vegeta contre le Saiyan de l'univers 6)                              | 3 avril 2016          |
| [Chapitre 11 et 12] — Vegeta poursuit sur sa lancée victorieuse. Son prochain adversaire est Cabba de l'univers 6. De base, les deux Saiyans sont du même niveau mais, contre toute attente, Cabba ne sait pas se transformer en Super Saiyan. Ce dernier demande à son adversaire de lui enseigner la technique. Pour permettre au jeune Saiyan de réussir sa transformation, il joue la comédie en provoquant Cabba et celui-ci parvient enfin à se transformer en Super Saiyan, comprenant que Vegeta ne faisait que provoquer sa colère pour réussir sa transformation. Le Prince des Saiyans lui montre la transformation en Super Saiyan Blue, puis bat facilement son jeune apprenti. Après sa victoire, Vegeta va devoir affronter le dernier combattant de l'univers 6 : Hit, le tueur à gages. |                                                                                  |                                                         | |                       |
| 38 | L'Ultime Guerrier de l'univers 6. Un assassin nommé Hit !                        | 第6宇宙最強の戦士！ 殺し屋ヒット見参！！                | Dai-roku uchū saikyō no senshi! Koroshi ya Hitto kenzan!! (Le guerrier le plus fort de l'univers 6 ! Voici Hit l'assassin !!)                                                    | 10 avril 2016         |
| [Chapitre 12 et 13] — Le combat entre Vegeta et Hit commence, mais le prince des Saiyans a bien du mal face à ce nouvel adversaire, car non seulement il n'arrive pas à le toucher, mais celui-ci se déplace très vite, et ses coups sont impossibles à prévoir, ni à esquiver. En à peine un coup de pong dans l'abdomen, Vegeta est mis K.O et Hit gagne le combat. Le roi de la patrouille galactique remarque que le tueur à gages utilise le «Saut temporel», une technique lui permettant d'arrêter le temps autour de lui en un dixième de seconde. À la suite de sa défaite controversée contre Frost, Goku est réintégré au tournoi et c'est son tour d'affronter le guerrier de l'univers 6. Le combat commence d'abord mal pour le Saiyan, qui n'arrive pas à anticiper les attaques de son adversaire, mais au fur et à mesure de l'avancée du match, il commence à comprendre la tactique de son opposant et réussit à le prendre de vitesse. |                                                                                  |                                                         | |                       |
| 39 | La Contre-attaque de l'incroyable saut temporel ! La Nouvelle Technique de Goku. | 成長した”時とばし”の反撃！？ 出るか!?悟空の新たな技！   | Seichōshita “toki tobashi” no hangeki!? Deru ka!? Gokū no aratana waza! (La contre-attaque sophistiqué du « saut temporel » ?! On va la voir ?! La nouvelle technique de Goku !) | 17 avril 2016         |
| [Chapitre 13] — Le combat entre Son Goku et Hit continue. Le Saiyan se transforme en Super Saiyan Blue et prend l'avantage sur son adversaire. Mais à sa grande surprise, ce dernier l'imite en augmentant sa puissance, améliorant également son «Saut temporel», ce qui lui redonne l'avantage. En difficulté, Goku joue sa dernière carte : combiner le Kaioken puissance 10 avec sa transformation, ce qu'il réussit à faire. Grâce à cette combinaison, il prend à nouveau le dessus sur Hit. |                                                                                  |                                                         | |                       |
| 40 | La Fin du tournoi ! Mais qui a gagné, Beerus ou Champa ?                         | ついに決着！ 勝者はビルス？それともシャンパ？           | Tsui ni ketchaku! Shōsha wa Birusu? Soretomo Shanpa? (Conclusion ! Le vainqueur est Beerus ? Ou Champa ?)                                                                        | 24 avril 2016         |
| [Chapitre 13] — Le combat entre Goku et Hit arrive à sa fin, et le Saiyan commence à sentir les effets secondaires de sa combinaison sur son corps. Les deux guerriers se rendent coups pour coups, puis le premier demande que toutes les règles du tournoi soient annulées pour permettre au second d'utiliser toute sa puissance, ce qui créé une dispute entre les deux Dieux de la destruction. Au grand étonnement de tout le monde, Goku abandonne le match en sortant volontairement du ring, mais les douleurs physiques causées par le Kaioken se réveillent et le paralysent. Face à Monaka, Hit fait semblant de perdre et donne la victoire de l'univers 7. Furieux envers ses combattants, Champa les sermonne, jusqu'à ce qu'un mystérieux individu fasse son apparition dans l'arène : le roi Zeno. |                                                                                  |                                                         | |                       |
| 41 | Viens à moi, Dragon Divin et réalise mon souhait, s'teplaît !                    | 出でよ神の龍 そして願いを叶えてちょんまげ！             | Ide yo kami no ryū - soshite negai o kanaete chonmage! (Apparaît Dieu des Dragons et exauce nos vœux !)                                                                          | 1er mai 2016          |
| [Chapitre 13] — Grâce à la promesse de Champa, Son Goku et ses amis ont invoqué le Dragon divin avec les Super Dragon Balls. Ainsi Beerus énonce un vœu dans le langage de Dieux et demande au Dragon divin de ressusciter les Terriens de l'univers 6 et de rétablir la Terre de cet univers tel qu'elle était auparavant. Note : Cet épisode marque la fin de l'arc Dieu de la destruction Champa. |                                                                                  |                                                         | |                       |
| 42 | Une fête de la victoire mouvementée. L'Affrontement : Monaka contre Goku !       | 波乱の祝勝会！遂に対決！？モナカVS孫悟空                | Haran no shukushō kai! Tsuini taiketsu!? Monaka tai Son Gokū (Une fête de victoire mouvementée ! Enfin l'affrontement !? Monaka contre Son Goku)                                 | 8 mai 2016            |
| Afin que Goku ne s'aperçoive pas que Monaka est très faible, Beerus se déguise en Monaka pour combattre Son Goku, sans que ce dernier ne se doute de quelque chose. Note : Cet épisode est un filler,. |                                                                                  |                                                         | |                       |
| 43 | L'Énergie de Goku incontrôlable ! Difficile de s'occuper de Pan !                | 『悟空の「気」が制御不能！？パンのお世話で四苦八苦』    | Gokū no “Ki” ga seigyo funō!? Pan no osewa de shikuhakku (L'énergie de Goku est incontrôlable !? Difficile de s'occuper de Pan.)                                                 | 15 mai 2016           |
| À la suite de la combinaison du Super Saiyan Blue et du Kaioken, Goku n'arrive plus à contrôler son énergie. Il décide de se rendre chez maître Kaio, qui lui apprend qu'il souffre d'un trouble énergétique tardif et va devoir se reposer pendant quelques jours. En rentrant chez lui, le Saiyan détruit accidentellement sa maison. Chichi, Goten et lui sont ensuite hébergés chez Gohan et Videl, le temps que leur maison soit reconstruite. Déjà présent, Piccolo confie la garde de Pan aux grands-parents de cette dernière, puis dans la nuit, discute avec Goku. Le lendemain, la petite Saiyanne a disparu, s'étant infiltrée dans le vaisseau de la bande à Pilaf. Elle réussit à neutraliser le trio dans l'espace, puis rentre chez elle comme si de rien n'était, au grand soulagement de Chichi, Goku et Piccolo qui ignorent tout de ce qu'elle vient d'accomplir. Note : Cet épisode est un filler,. |                                                                                  |                                                         | |                       |
| 44 | Le sceau de la planète Potofeu. Les secrets de l'eau surhumaine                  | ポトフ星の封印解き放たれた“超人水”の秘密！              | Potofu sei no Fūin - Tokihanatareta “Chōjinsui” no Himitsu ! (Le secret de la « Chōjinsui » déchaînée. Le sceau de la planète Potofu !)                                          | 22 mai 2016           |
| Pendant que Monaka effectue une livraison chez Bulma et aide la scientifique sur un nouveau projet, Goten et Trunks profitent de son absence pour jeter un coup d'oeil dans le camion de l'alien et, sans le vouloir, s'y retrouvent enfermés. Son travail accompli, le premier se rend sur la planète Potofeu, puis s'aperçoit de la présence des deux enfants dans son véhicule. Les deux jeunes Saiyans doivent combattre des guerriers qui convoitent « l'eau surhumaine » (« Chōjinsui » en VO) de la planète. Inquiète de la disparition des deux garçons, Bulma envoie Vegeta et Jaco à leur recherche. Note : Cet épisode est un filler,. |                                                                                  |                                                         | |                       |
| 45 | Vegeta disparaît ? La menace du clone de Vegeta !                                | ベジータが消える！？複製ベジータの脅威！                | Bejīta ga kieru!? Fukusei Bejīta no kyōi! (Vegeta disparaît !? La menace du clone de Vegeta !)                                                                                   | 29 mai 2016           |
| Vegeta et Jaco vont sur la planète Potofeu pour récupérer Trunks et Son Goten. Vegeta les sauve du clone de Soteejin, qui a attaqué les garçons, mais après avoir bu « l'eau surhumaine », Soteejin se transforme en un clone de Vegeta et se dresse désormais contre lui. Note : Cet épisode est un filler,. |                                                                                  |                                                         | |                       |
| 46 | Goku contre le clone de Vegeta ! Mais qui va gagner ?                            | 悟空VS複製ベジータ！勝つのはどっちだ！？                | Gokū tai Fukusei Bejīta! Katsu nowa docchi da!? (Goku vs le clone de Vegeta ! Qui gagnera !?)                                                                                    | 5 juin 2016           |
| Goku et le clone de Vegeta commencent le combat qui semble plutôt équilibré, alors que Vegeta observe sur le côté impuissant. Vegeta est de plus en plus en colère, tout d'abord à cause de Goku qui ne se bat pas assez bien, puis à cause de son clone pour la même raison. Trunks lui rappelle qu'il mourra si Goku ne défait pas le clone. Mais Vegeta reste en colère contre son clone qui ne lui rend pas justice. Note : Cet épisode est un filler,. |                                                                                  |                                                         | |                       |

### ArcTrunks du futur
Diffusé sur Fuji TV entre le 12 juin 2016 et le 29 janvier 2017, le quatrième arc est composé de 30 épisodes.
| No | Titre français                                                                           | Titre japonais                                        | Titre japonais | Date de 1re diffusion |
| No | Titre français                                                                           | Kanji                                                 | Rōmaji | Date de 1re diffusion |
| --- | ---------------------------------------------------------------------------------------- | ----------------------------------------------------- | --- | --------------------- |
| 47 | Un SOS venu du futur ! Un nouvel ennemi apparaît,                                        | 未来からのSOS！ 黒き新たな敵現る！！                  | Mirai kara no esuōesu! Kuroki arata na teki arawaru! (Un SOS venu du futur ! Black, un nouvel ennemi apparaît !)                                                          | 12 juin 2016          |
| [Chapitre 14] — Dans le futur alternatif de Trunks du futur, dans une ville en ruine, le Saiyan fuit un mystérieux ennemi qui a fait son apparition. Il finit par rentrer chez lui pour rejoindre sa mère dans son laboratoire, qui a rempli le tiers du réservoir de la machine temporelle. Mais ce même étrange adversaire les attaque et tue Bulma sous les yeux du jeune homme. Pendant ce temps dans le présent, après avoir réussi à élaborer un potager, Goku, avec l'aide de Piccolo, récolte les légumes par un exercice. En apprenant par Krilin que Vegeta s'entraîne chez Beerus, il le rejoint en emportant une salade avec lui. Trunks du futur retrouve Mai et lui apprend ce qui s'est passé. Accompagné de la jeune femme, il retourne à son domicile, mais encore une fois, le mystérieux guerrier réapparaît et les attaque, blessant Mai en la laissant pour morte. Ce dernier se dévoile enfin : il s'agit de Black Goku, qui ressemble trait pour trait au Son Goku du présent. |                                                                                          |                                                       | |                       |
| 48 | L'espoir renaît ! Trunks de retour dans le présent                                       | HOPE！！再び現在で目覚めよトランクス                  | Kibō!! Futatabi - Ima de mezameyo Torankusu (L'espoir renaît ! Trunks se réveille dans le présent)                                                                        | 19 juin 2016          |
| [Chapitre 15] — Black Goku est un guerrier qui se révèle être le sosie de Son Goku, habillé d'un haut gris et tout en noir, qui porte une Potala verte à l'oreille gauche. Il cherche à éliminer les mortels au nom de sa propre justice. Croyant Mai morte, Trunks du futur combat son adversaire pour la venger, mais malgré son niveau actuel, il n'est pas de taille et est contraint de prendre la fuite avec la machine temporelle pour aller dans le présent. Black Goku essaie de l'en empêcher, mais en vain . Bien qu'il ait réussi à s'échapper, le jeune homme est blessé et perd connaissance pendant le voyage dans le temps. Il arrive dans le présent et est pris en charge par son jeune alter-égo, ainsi que sa mère, qui prévient Vegeta et Goku de la situation. Après avoir téléporté Beerus, Whis et son rival sur Terre, le second va chercher des senzu chez maître Karine, puis revient pour que le prince des Saiyans en donne un à son fils du futur. Mais à son réveil, ce dernier attaque Goku... |                                                                                          |                                                       | |                       |
| 49 | Un message venu du futur. L'Apparition de Black Goku !                                   | 未来からのメッセージ ゴクウブラック襲来！             | Mirai kara no messēji - Gokū Burakku shūrai! (Un message venu du futur. L'irruption de Black Goku !)                                                                      | 26 juin 2016          |
| [Chapitre 15 et 16] — Trunks du futur s'excuse auprès de Goku de l'avoir attaqué et est heureux de retrouver sa famille. Dans le futur alternatif, Black Goku recherche le Saiyan, mais ne le retrouve pas, jusqu'à ce qu'une faille temporelle, créée par l'anneau temporel qu'il porte à sa main droite, s'ouvre sous ses yeux. Whis apprend à Bulma et aux autres, après avoir découvert la machine temporelle, que voyager dans le temps est un délit très grave dans la loi galactique, et Trunks du futur fait la connaissance du Dieu de la destruction et du premier. Bulma inspecte la machine temporelle et découvre le carnet laissé par son alter-égo du futur. Trunks du futur raconte à Goku et Vegeta avoir empêché l'arrivée de Boo dans son monde en éliminant Babidi et Dabra, jusqu'à l'apparition de Black Goku. Ensuite, Goku teste les progrès du jeune homme et découvre que ce dernier est plus fort qu'avant. Mais à la grande surprise de toute l'assistance, Black Goku apparaît dans le présent. |                                                                                          |                                                       | |                       |
| 50 | Goku affronte Black ! Le Chemin vers un avenir déjà scellé                               | 悟空VSブラック！ 閉ざされた未来への道                 | Gokū tai Burakku! Tozasareta mirai e no michi (Goku vs. Black ! Le chemin qui nous conduira vers l'avenir)                                                                | 3 juillet 2016        |
| [Chapitres 16] — Black Goku fait son apparition dans le monde du présent, grâce à la faille temporelle, et Goku le défie dans un combat singulier, transformé en Super Saiyan 2. Le second prend le dessus sur le premier, mais étrangement, plus le double maléfique du Saiyan est frappé, plus il devient fort. Hélas, le temps qui lui est imparti est écoulé, et la faille temporelle l'aspire pour le ramener dans le futur alternatif. Mais avant d'être téléporté, il a tout juste le temps de détruire la machine temporelle de Trunks du futur, l'empêchant ainsi de revenir. Pilaf et ses deux sbires éteignent l'incendie, mais la machine tempoelle est définitivement détruite. Bulma retrouve la capsule de l'autre machine temporelle, dans laquelle était arrivé Cell auparavant. |                                                                                          |                                                       | |                       |
| 51 | Des sentiments plus forts que le temps. Trunks et Mai !                                  | 時をこえた想い トランクスとマイ                       | Toki o koeta omoi - Torankusu to Mai (Des sentiments qui transcendent le temps. Trunks et Mai)                                                                            | 10 juillet 2016       |
| [Chapitre 16] — Heureusement, Bulma avait conservé dans une capsule, la machine temporelle dans laquelle Cell était arrivé. Goku et les autres décident alors de se rendre dans le futur pour poursuivre Black. |                                                                                          |                                                       | |                       |
| 52 | Le Maître et l'Élève réunis. Son Gohan et Trunks du futur !                              | 師弟再会 孫悟飯と”未来”トランクス                     | Shitei saikai - Son Gohan to "Mirai" Torankusu (Le maître et l'élève réunis. Son Gohan et Trunks du futur)                                                                | 17 juillet 2016       |
| [Chapitre 16] — Bulma a réparé rapidement la machine temporelle et a compris comment fonctionne son carburant. Pendant ce temps, Trunks du futur rend visite à Gohan à sa sortie de l'université et les deux Saiyans mangent ensemble. Trunks du futur se rend compte que le Gohan d'aujourd'hui n'a rien à voir avec celui qu'il a connu. Gohan invite Trunks à dîner chez lui et en profite pour lui présenter sa famille. En voyant son ami heureux, Trunks du futur s'imagine la même situation si sa mère était encore en vie (il se voit en plein repas et discussion avec Maï du futur et sa mère). Revoir Gohan a permis à Trunks du futur d'aller mieux et le motiver plus que jamais à terrasser Black Goku. Après avoir réalisé que Black a la même aura que Zamasu, un apprenti Kaio Shin, Beerus et son assistant Whis se rendent dans l'univers 10 avec Goku. |                                                                                          |                                                       | |                       |
| 53 | La Véritable Identité de Black révélée. En route pour la planète Kaio de l'univers dix ! | ブラックの正体を暴け！ いざ第10宇宙の界王神界へ！     | Burakku no shōtai o abake! Iza dai Jū uchū no kaiōshin kai e! (La véritable identité de Black révélée ! Maintenant, direction le royaume du Kaio Shin de l'univers dix !) | 31 juillet 2016       |
| [Chapitres 16 et 17] — Zamasu et Gowasu ont une discussion au sujet des mortels. Arrivés dans l'univers 10, Goku, Beerus et Whis font la rencontre de Gowasu, le Kaio Shin de cet univers et son apprenti, Zamasu. Ce dernier se méfie grandement des humains, mais pour vérifier son aura, Goku le défie en combat singulier. De son côté, Trunks découvre que Krilin s'est marié avec C-18, mais réalise que cette dernière n'est pas la même que celle qu'il a connue dans son futur. Le Saiyan gagne le combat sans grande difficulté, mais reconnaît l'incroyable puissance de l'apprenti Kaio Shin. Whis semble avoir des suppositions sur le fait que Zamasu et Black Goku possèdent tous deux la même énergie. |                                                                                          |                                                       | |                       |
| 54 | L'Héritier des Saïyens. La Détermination de Trunks !                                     | サイヤ人の血をひく者 トランクスの決意                 | Saiyajin no chi o hikumono - Torankusu no ketsui (Celui qui a hérité du sang Saiyan. La détermination de Trunks)                                                          | 7 août 2016           |
| [Chapitre 17] — Vegeta entraine Trunks du futur et lui révèle la nouvelle transformation existante, le Super Saiyan Blue. Pendant ce temps, la haine de Zamasu envers les humains ne cesse de s'accroître. |                                                                                          |                                                       | |                       |
| 55 | J'ai envie de revoir Son Goku. La Convocation du roi Zeno !                              | 孫悟空に会いたいのね 全王様からのよびだし！           | Son Gokū ni aitai nanone - Zenō sama kara no yobidashi! (Je veux voir Son Goku. L'appel du roi Zeno !)                                                                    | 21 août 2016          |
| [Chapitre 17] — Goku se rend chez Zeno et se lie d'amitié avec lui. La machine à remonter le temps réparée, Trunks retourne dans son époque en compagnie de Vegeta et de Goku afin d'affronter Black. |                                                                                          |                                                       | |                       |
| 56 | Deuxième manche contre Black Goku. Le Super Saïyen rosé entre en scène !                 | 再戦ゴクウブラック！ 超サイヤ人ロゼ登場！！           | Saisen Gokū Burakku! Sūpā Saiyajin Roze tōjō!! (Black Goku, le deuxième combat ! L'apparition du Super Saiyan rosé !!)                                                    | 28 août 2016          |
| [Chapitres 17 et 18] — De retour dans le futur, Trunks se rend compte que Mai a survécu et découvre les derniers survivants (parmi lesquels figure Yajirobé) caché dans le quartier général de la résistance. Peu après, Goku et les autres rencontrent de nouveau Black Goku. Vegeta l'attaque en Super Saiyan Blue mais maîtrisant désormais complètement le « corps de Goku », Black le domine grâce à sa nouvelle transformation, le Super Saiyan rosé. Il le transperce au niveau du cœur et Vegeta s'effondre. Alors que Goku veut prendre la relève, un personnage bien connu fait son apparition aux côtés de Black. |                                                                                          |                                                       | |                       |
| 57 | Le Dieu au corps invulnérable. L'Avènement de Zamasu                                     | 不死身の体を持つ神 ザマス降臨                         | Fujimi no karada o motsu kami - Zamasu kōrin (Un dieu au corps invulnérable. L'avènement de Zamasu)                                                                       | 4 septembre 2016      |
| [Chapitres 18 et 19] — Goku et Trunks combattent Black qui s'est allié à Zamasu du futur. Vaincus, ils sont sauvés de justesse par Mai et Yajirobé puis ils retournent à nouveau dans leur époque. Tandis que Zamasu du présent apprend l'existence des Super Dragon Balls. |                                                                                          |                                                       | |                       |
| 58 | Zamasu et Black. Le mystère s'épaissit.                                                  | ザマスとブラック 深まる二人の謎！                     | Zamasu to Burakku - Fukamaru futari no nazo! (Zamasu et Black. Le double mystère s'intensifie !)                                                                          | 11 septembre 2016     |
| [Chapitre 19] — Alors que Goku et les autres se remettent de leur défaite contre Black et Zamasu du futur, Whis, Beerus et Shin (Kaio Shin de l'est) font leur apparition et avertissent que Zamasu du présent a questionné Zuno à propos de Goku et des Super Dragon Balls. Ensemble, ils élaborent la théorie selon laquelle Zamasu demanderait au Super Shenron l'immortalité et la naissance d'un guerrier possédant le corps de Goku. Craignant pour la vie de Gowasu (l'actuel Kaio Shin de l'univers 10), Goku, Beerus, Whis et Shin se rendent sur sa planète. |                                                                                          |                                                       | |                       |
| 59 | Protéger le dieu Kaio Gowasu. Détruire Zamasu !                                          | 界王神ゴワスを守れ ザマスを破壊せよ！                 | Kaiōshin Gowasu o Mamore - Zamamasu o hakai seyo! (Protéger le Kaio Shin Gowasu. Détruire Zamasu !)                                                                       | 25 septembre 2016     |
| [Chapitre 19 et 20] — Beerus, Goku, Kaio Shin et Whis se rendent dans l'univers 10 pour vérifier leurs soupçons concernant Zamasu. Après avoir offert du Daifuku aux deux Dieux Kaio, les quatre hommes se réfugient dans l'espace pour les surveiller. Pendant ce temps, Trunks du futur déprime depuis son retour dans le présent, mais son jeune alter-égo le provoque pour un combat singulier. Après avoir assisté à l'assassinat de Gowasu par Zamasu, Whis remonte le temps et empêche l'apprenti Dieu Kaio de tuer à nouveau son maître avec un gant de cuisson. L'assistant de Beerus révèle la preuve de la culpabilité de Zamasu à Gowasu et celui-ci, furieux, demande des explications à son jeune apprenti, qui dévoile alors son vrai visage. Alors qu'il attaque Goku, Beerus s'interpose et l'annihile. De retour sur Terre, le Dieu de la destruction de l'univers 7 assure à Trunks que son futur devrait retrouver la paix, ce dont doute le jeune Saiyan. |                                                                                          |                                                       | |                       |
| 60 | Retour vers le futur. L'Identité de Black révélée !                                      | 再び未来へ 明かされるゴクウブラックの正体！！         | Futatabi mirai e - Akasareru Gokū Burakku no shōtai!! (Retour vers le futur. L'identité de Black Goku est révélée !!)                                                     | 2 octobre 2016        |
| [Chapitre 20] — Trunks du futur semble avoir des doutes sur les révélations de Beerus, puis plus tard, explique tout à son jeune alter-égo. Accompagné de Goku et Vegeta, il retourne à son époque et sauve Mai d'une mort certaine, qui lui apprend tout ce qui s'est passé pendant son absence. Le trois Saiyans partent confronter leurs deux ennemis, puis Black Goku fait une révélation surprenante : il s'agit de Zamasu du présent qui s'est approprié le corps du Saiyan, et l'a aussitôt éliminé après l'échange de leurs corps. |                                                                                          |                                                       | |                       |
| 61 | La Folle Ambition de Zamasu. Le Sinistre Plan « Zéro mortel »                            | ザマスの野望 語られる恐怖の『人間0計画』              | Zamasu no yabō - Katarareru kyōfu no "Ningen Zero keikaku" (L'ambition de Zamasu. Annonce terrifiante du « Plan Zéro humain »)                                            | 9 octobre 2016        |
| [Chapitre 20] — Black, qui se trouve être le Zamasu de la ligne du temps de Goku, explique comment il a tué Gowasu pour devenir Kaio Shin et s'est allié au Zamasu du futur pour accomplir le « Plan 0 humains ». Le combat s'ensuit mais est inégal : Goku (malgré sa colère lorsque Black a révélé la façon dont est morte sa famille) et Trunks sont facilement mis hors combat. C'est alors que la colère de Trunks va provoquer une nouvelle transformation. |                                                                                          |                                                       | |                       |
| 62 | Je protégerai le monde. Trunks laisse exploser sa colère !                               | 世界はオレが守る！ トランクス怒りの超パワー炸裂！     | Sekai wa ore ga mamoru! Torankusu ikari no sūpā pawā sakuretsu!! (Je protégerai le monde ! Trunks laisse exploser toute la puissance de sa colère !!)                     | 16 octobre 2016       |
| [Chapitre 20 et 21] — Grâce à sa colère, Trunks peut se mesurer à Zamasu et Black mais pour un court instant car Black reprend le dessus. Pendant que Vegeta en profite pour retourner à nouveau dans le passé avec Bulma et Goku. Une fois de retour, Goku va à Kame House voir Kamé Sennin pour lui demander de lui apprendre le Mafuba, technique permettant de sceller une personne dans une boîte. |                                                                                          |                                                       | |                       |
| 63 | Ne pas déshonorer le sang Saïyen. La Démonstration de Vegeta !!                          | サイヤ人の細胞を汚すな！ ベジータの壮絶バトル開演！！ | Saiya-jin no Saibō o kegasuna! Bejīta no sōzetsu batoru kaien!! (Ne pas déshonorer le sang Saiyan ! La démonstration du combat intense de Vegeta !!)                      | 23 octobre 2016       |
| [Chapitre 21 et 22] — Bulma, Goku et Vegeta reviennent à nouveau dans le futur. Pour les empêcher de repartir, Black détruit la machine à remonter le temps et l'urne à l'intérieur devant sceller Zamasu et Black. Vegeta, fort de son entraînement dans la Salle de l'Esprit du Temps, écrase Black tandis que Bulma et Trunks tentent de réparer la machine et l'urne. |                                                                                          |                                                       | |                       |
| 64 | À la confrontation, mortels ! La Fusion de Zamasu et Black !                             | 崇めよ！讃えよ！合体ザマス爆誕！！                    | Agameyo! Tataeyo! Gattai Zamasu bakutan!! (Confrontez-le ! Battez-le ! La naissance explosive de la fusion des Zamasu !!)                                                 | 30 octobre 2016       |
| [Chapitre 22] — Utilisant la puissance de sa colère, Black crée un portail d'où sortent une dizaine de répliques de lui-même. Alors que, sûr de lui, Zamasu vient achever Mai, Bulma et Trunks, ce dernier utilise le Mafuba emprisonnant ainsi Zamasu dans l'urne qui a été réparée. Cependant, ils ont oublié le sceau dans le présent. Zamasu s'échappe et décide de ne plus prendre de risques en fusionnant avec Black. |                                                                                          |                                                       | |                       |
| 65 | Serait-ce le jugement dernier ? Le Pouvoir du dieu suprême.                              | 最後の審判か！？絶対神の究極の力                      | Saigo no shipan ka!? Zettai shin no kyūkyoku no pawā (Le jugement final ?! La puissance ultime du dieu suprême)                                                           | 6 novembre 2016       |
| [Chapitre 23] — La puissance des Zamasu fusionnée est terrifiante. Malgré les efforts de Goku, Vegeta et Trunks, personne ne semble pouvoir lui faire face. |                                                                                          |                                                       | |                       |
| 66 | La Confrontation finale ! Le Miracle des guerriers qui n'abandonnent jamais.             | 決戦！ あきらめない戦士たちの奇跡の力                 | Kessen! Akiramenai senshi-tachi no kiseki no pawā (L'affrontement décisif ! La puissance miraculeuse d'un guerrier impitoyable)                                           | 13 novembre 2016      |
| [Chapitre 23, 24 et 25] — Le corps de Zamasu fusionné commence à se pervertir à cause du corps de Goku qui est en lui. Pour en finir une bonne fois pour toutes, Vegeta et Goku décident de fusionner en devenant Vegeto. Le combat tourne à l'avantage de ce dernier mais la fusion s'arrête. Trunks rentre dans la bataille et absorbe l'énergie de tous les terriens restants pour transpercer et découper Zamasu, scellant ainsi la victoire des terriens. |                                                                                          |                                                       | |                       |
| 67 | Un nouvel espoir. Adieu, Trunks !                                                        | 新たなHOPE！！を胸に さらばトランクス                 | Aratana Kibō!! o mune ni - Saraba Torakunsu (Un nouvel espoir dans nos cœurs !! Adieu Trunks)                                                                             | 20 novembre 2016      |
| [Chapitre 26] — Alors qu'ils croyaient Zamasu éliminé, celui-ci réapparaît sous forme de nuages, en abandonnant sa forme divine pour devenir un être supérieur, et s'étend sur toute la Terre et bientôt sur tout l'univers puis l'espace temps. Tous les habitants de la Terre du futur sont éliminés à part Mai, Bulma, Goku, Vegeta et Trunks. Goku découvre alors le bouton de Zeno et l'appelle. Ce dernier fait alors disparaître cette réalité alternative tandis qu'ils retournent vers le présent. Goku, avec l'aide de Trunks, va chercher le Zeno du futur, l'amène à son époque et l'amène au palais du Zeno du présent, puis fait rencontrer les deux divinités qui deviennent amis, tenant ainsi la promesse faite au roi Zeno du présent. Whis décide ensuite de voyager dans l'époque de Trunks, au moment où Beerus existe toujours pour lui demander de détruire Zamasu et faire ainsi de cet univers alternatif, une Terre protégée. Trunks et Mai du futur retourne ainsi vers leur époque non sans une dernière scène entre Trunks et son mentor Gohan. Note : Cet épisode marque la fin de l'arc Trunks du futur. |                                                                                          |                                                       | |                       |
| 68 | Apparaîs, grand Shenron ! Quel vœu vas-tu exaucer ?                                      | いでよ神龍！ 叶える願いは誰のもの！？                 | Ideyo Shenron! Kanaeru negai wa dare no mono!? (Apparaît Shenron ! À qui le vœu sera-t-il accordé !?)                                                                     | 27 novembre 2016      |
| Pendant que Bulma travaille sur la machine temporelle, Goku rassemble les Dragon Balls pour ressusciter maître Kaio, Bubbles et Grégory. Alors qu'il allait formuler son souhait, Kamé Sennin, C-18, Oolong, puis Trunks et Goten l'interrompent. Vient ensuite Gohan qui demande au dragon de guérir Pan, ayant attrapé une forte fièvre. Mais les amis de Goku continuent de se disputer le dernier voeu, jusqu'à ce que Bulma intevienne pour les calmer. Elle demande à Goku d'aller chercher un minerai au centre de la Terre, mais Beerus et Whis le découvrent, et le Dieu de la destruction détruit la machine à voyager dans le temps. Malheureusement, le Saiyan n'eut pas le temps de formuler son souhait, car Shenron disparaît, ayant trop attendu. Note : Cet épisode est un filler. |                                                                                          |                                                       | |                       |
| 69 | Goku contre Aralé ! La Terre survivra-t-elle à ce combat absurde ?                       | 悟空ＶＳアラレ！ハチャメチャバトルで地球が終わる！？  | Gokū tai Arare! Hacha-mecha Batoru de Chikyū ga owaru!? (Goku vs. Aralé ! La Terre arrive à son terme après leur combat acharné !?)                                       | 4 décembre 2016       |
| Le combat entre Aralé et Goku est sur le point de commencer mais cette bataille risque de détruire la Terre entière. Note : Cet épisode est un filler et célèbre par la même occasion les 35 ans de la série d'animation Dr Slump de 1981. |                                                                                          |                                                       | |                       |
| 70 | Le Nouveau Défi de Champa ! Un match de baseball !                                       | シャンパからの挑戦状！今度は野球で勝負だ！！          | Shanpa kara no Chōsenjō! Kondo wa yakyū de shōbu da!! (Le défi de Champa ! Cette fois, affrontons-nous au baseball !!)                                                    | 11 décembre 2016      |
| Pour célébrer l'amitié entre les univers 6 et 7, Champa défie Beerus dans un match de baseball. Vegeta et Goten se joignent à l'équipe de l'univers 6, avec Champa, Cabba, Botamo et Goldoma, tandis que celle de l'univers 7 est composée de Yamcha, Goku, Trunks, Piccolo, Gohan et Krilin. L'équipe blanche élimine facilement les batteurs de l'équipe adverse, puis gagne finalement le match, interrompu par la bagarre entre les deux Dieux de la destruction, grâce à Yamcha qui a fait le tour du terrain, mais met fin à sa carrière de joueur de baseball. Note : Cet épisode est un filler. |                                                                                          |                                                       | |                       |
| 71 | La Mort de Goku ! Hit exécute sa mission.                                                | 悟空死す！絶対執行の暗殺依頼                          | Gokū shisu! Zettai shikkō no ansatsu irai (La mort de Goku ! Une mission d'assassinat exécutée)                                                                           | 18 décembre 2016      |
| Alors que Goku vit normalement, il sent une présence qui le guette. Il semblerait que Hit soit venu tuer Goku. Une lutte acharnée débute. Note : Cet épisode est un filler. |                                                                                          |                                                       | |                       |
| 72 | Y aura-t-il une contre-attaque ? La technique d'assassinat invisible !                   | 反撃なるか！？見えない殺しの技！！                    | Hangeki naruka!? Mienai Koroshi no waza!! (Y aura-t-il une contre-attaque !? Une technique d'assassinat invisible !!)                                                     | 25 décembre 2016      |
| Alors que tous croyaient Goku mort, la boule d'énergie qu'il avait lancée avant de « mourir » retombe sur lui et lui redonne la vie. Le combat entre Goku et Hit peut alors reprendre. Il s'avère en réalité que Goku a commandité son propre assassinat par l'intermédiaire de Whis et Vados. Note : Cet épisode est un filler. |                                                                                          |                                                       | |                       |
| 73 | La Mésaventure de Gohan ! Un film inattendu de Great Saïyaman.                           | 悟飯の災難！グレートサイヤマンまさかの映画化！？      | Gohan no Sainan! Gurēto Saiyaman Masaka no eigaka!? (La mésaventure de Gohan ! Un film inattendu de Great Saiyaman !?)                                                    | 8 janvier 2017        |
| Après avoir capturé Watagash, un parasite, Jaco prend une pause déjeuner, mais malgré le conteneur spécial, la créature réussit à s'évader. Sur Terre, Gohan et Videl tombent, par hasard, sur une promotion publicitaire concernant un film, dont Great Saiyaman et Mr Satan sont les personnages principaux et qui auront leur combat. Le héros justicier est joué par l'acteur Barry Khan et sa compagne par Cocoa Amaguri. La petite famille se rend au studio et fait la rencontre des deux acteurs, dont le jeune homme qui, apparemment, en pince pour Videl. Sauf que la femme du Saiyan ne partage pas ses sentiments, étant déjà mariée. Alors qu'ils assistent à une scène d'action, Gohan est finalement engagé pour tenir le rôle de cascadeur du film. Plus tard, sous le costume de Great Saiyaman, il aide Krilin à arrêter des braqueurs qu'il a déjà rencontrés par le passé, dont l'un d'eux a été possédé par Watagash. Le lendemain, il allait être démasqué par l'équipe de tournage, mais Bulma intervient à temps pour faire diversion. Après le tournage d'une scène, Cocoa lui demande de l'aider à répéter un texte, et il accepte, puis la conduit chez elle en volant. C'est alors qu'il tombe sur le patrouilleur galactique, qui le prend pour le parasite. Note : Cet épisode est un filler. |                                                                                          |                                                       | |                       |
| 74 | Pour ceux qu'il aime ! L'Indomptable Great Saïyaman !                                    | 愛するもののために！不屈のグレートサイヤマン！！      | Aisuru mono no tame ni! Fukutsu no Gurēto Saiyaman!! (Pour ceux qu'il aime ! L'indomptable Great Saiyaman !!)                                                             | 15 janvier 2017       |
| Jaco attaque Great Saiyaman qu'il croit possédé par Watagash, mais le patrouilleur galactique est induit en erreur, comprenant qu'il s'agissait de Gohan. Il lui parle du parasite et lui conseille de ne prévenir personne. Pendant que Son Gohan et elle répètent leurs textes, Cocoa se remémore le chantage qu'elle subit de Barry Khan, qui cherche à briser le couple de Videl avec le Saiyan. Ce dernier incite la jeune femme à inviter le second chez elle et faire en sorte qu'il reste jusqu'au lendemain, afin de créer un scandale qui provoquera la rupture entre son épouse et celui-ci. Après avoir répété toute la nuit, Cocoa conduit Gohan vers le toit pour qu'il parte et elle l'embrasse... sur la joue. Barry prend des photos, découvrant que le Saiyan et Great Saiyaman sont la même personne, et débarque chez ce dernier pour les montrer à Videl et faire chanter le couple, mais celle-ci ne tombe pas dans le panneau et Gohan le met dehors. L'acteur se retrouve possédé par Watagash et capture Pan. Gohan affronte ce dernier, qui utilise la puissance du parasite pour se transformer davantage en monstre et prend le dessus sur son adversaire. Encouragé par sa femme et sa fille, le Saiyan reprend confiance et courage, se transforme en Super Saiyan 2 et réussit à neutraliser Barry sans le tuer. Plus tard, le film sort enfin au cinéma et accompagné de toute sa famille, il assiste au long-métrage. Note : Cet épisode est un filler. |                                                                                          |                                                       | |                       |
| 75 | Goku et Krilin. Retour aux bonnes vieilles méthodes d'entraînement.                      | 悟空とクリリン 懐かしの修行の場へ                     | Gokū to Kuririn - Natsukashi no shugyō no ba e (Goku et Krilin retournent sur leurs anciens lieux d'entrainement)                                                         | 22 janvier 2017       |
| Son Goku laboure les champs avec l'aide de ses pouvoirs, mais aimerait trouver un partenaire pour s'entraîner. Déguisé en Great Saiyaman, Son Gohan se propose pour l'aider, mais leur combat a complètement ruiné les lieux, ce qui provoque la colère de Chichi. Le Saiyan vient aider Krilin à arrêter des braqueurs lors de sa mission policière, mais le Terrien se blesse au bras droit en protégeant un collègue d'une balle. Maron souhaite que son père devienne plus fort, et C-18 reproche à son mari sa faiblesse et sa lâcheté, ne reconnaissant plus l'homme qu'elle aime et a épousé. Les deux meilleurs amis se rendent chez Tortue Géniale et lui demandent de les entraîner, ce qu'il accepte. Le vieil homme s'aperçoit que son élève est en proie aux doutes et celui-ci se confie sur le souhait de sa fille et le reproche de sa femme. Le lendemain, le frère de Baba la Voyante leur confie la mission d'aller récolter la plante du Paradis dans la forêt de la Terreur. Mais une fois sur place, ils tombent nez-à-nez avec des ennemis rencontrés dans leur passé. Note : Cet épisode est un filler. |                                                                                          |                                                       | |                       |
| 76 | Vaincre de redoutables adversaires. L'esprit combatif de Krilin renaît !                 | 恐敵を打ち破れ！クリリンの闘志ふたたび！              | Kyōteki o uchiyabure! Kuririn no tōshi futatabi! (Vaincre de redoutables adversaires ! L'esprit combatif de Krilin renaît !)                                              | 29 janvier 2017       |
| Dans la forêt de la Terreur, Goku et Krilin doivent affronter d'anciens ennemis comme Freezer, Cell, Vegeta, le Boo originel ou encore Tambourine. Complétement paralysé par la peur, le Terrien ne trouve pas le courage d'affronter ses adversaires, car ceux ayant causé sa mort par le passé le terrifient. Il fait part de ses peurs à Goku et cherche à fuir, mais le Saiyan essaie de le convaincre de ne pas renoncer. Les deux meilleurs amis se retrouvent séparés par les ennemis, mais Goku parvient à percer le secret de la forêt : pour faire disparaître les illusions, il surmonte sa peur en faisant le vide dans son esprit. De son côté, Krilin parvient également à faire la même chose. Goku et le Nuage magique sont emprisonnés par l'illusion du Dragon divin, mais le Terrien réussit à le libérer et ensemble, les deux guerriers s'en débarrassent. Ils rapportent une grande quantité de plantes du Paradis à Tortue Géniale qui s'en gave, ce qui explique sa longévité. Note : Cet épisode est un filler. |                                                                                          |                                                       | |                       |

### ArcSurvie de l'Univers
Diffusé sur Fuji TV du 5 février 2017, au 25 mars 2018, le cinquième arc est composé de 55 épisodes.
| No | Titre français traduit du japonais du 118e au 131e épisodes                                    | Titre japonais                                          | Titre japonais | Date de 1re diffusion |
| No | Titre français traduit du japonais du 118e au 131e épisodes                                    | Kanji                                                   | Rōmaji | Date de 1re diffusion |
| --- | ---------------------------------------------------------------------------------------------- | ------------------------------------------------------- | --- | --------------------- |
| 77 | Faisons-le, roi Zeno. Organisons le plus grand tournoi d'arts martiaux de l'univers !          | やろうぜ全王様！宇宙一武道会！！                        | Yarōze Zenō sama! Uchū-ichi Budōkai!! (Faisons-le roi Zeno ! Organisons le plus grand tournoi d'arts martiaux de l'univers !!)                                                    | 5 février 2017        |
| [Chapitre 27] — La paix continue sur Terre et Goku sent son corps perdre en vitalité. Il décide d'aller sur la planète de Beerus pour s'entrainer de nouveau et se rappelle la promesse faîte par le roi Zeno : organiser un tournoi des arts martiaux inter-univers. Cependant, Beerus le déconseille d'en parler à Zeno, les conséquences pouvant être catastrophiques. Malheureusement Goku, aveuglé par sa passion du combat, refuse d'écouter. |                                                                                                |                                                         | |                       |
| 78 | Les Dieux sous le choc ? Le Tournoi du Pouvoir, où défaite rime avec destruction !             | 全宇宙の神様もドン引き！？負けたら消滅「力の大会」      | Zen-Uchū no Kami-sama mo Donbiki!? Maketara Shōmetsu “Chikara no Taikai” (Les dieux de chaque univers terrifiés ?! Ceux qui perdent le « tournoi de la puissance » disparaîtront) | 12 février 2017       |
| [Chapitre 28] — Zeno, le roi des dieux, accepte d'organiser un Tournoi où les dix meilleurs guerriers de chaque univers devront s'affronter. Mais il y a une règle alarmante : tous les univers perdants seront détruits, Zeno estimant qu'il y a trop d'univers, dont beaucoup ne méritent pas qu'on les laisse vivre. Qui plus est, le Zeno du futur n'ayant jamais assisté à un tournoi d'arts martiaux, un tournoi d'exhibition est aussi prévu entre l'univers 7 et l'univers 9. |                                                                                                |                                                         | |                       |
| 79 | Basil la jambe leste de l'univers 9 contre Boo de l'univers 7 !                                | 第9宇宙蹴りのバジルVS第7宇宙魔人ブウ！！                | Dai kyū uchū keri no Bajiru bāsasu dai nana uchū Majin Bū!! (Univers 9, Basil le kicker vs. univers 7, Mister Boo !!)                                                             | 19 février 2017       |
| [Chapitre 28] — Le premier match de ce tournoi d'exhibition commence. Boo affronte Basil le kicker, un loup pouvant concentrer son énergie dans ses pieds pour infliger de lourds dégâts. Ce dernier semble dominer Boo mais, pensant que tout ceci n'est qu'un jeu, le monstre ne prend pas le match au sérieux. Ce n'est qu'après que Mr Satan se fasse blesser par l'attaque de Basil, que Boo rentre sérieusement dans le combat et surpasse son adversaire. Malgré les tentatives de triche du Kaio Shin de l'univers 9, Boo est déclaré vainqueur du combat. Le prochain match est ensuite annoncé : Gohan contre Lavenda, un loup à l'apparence fourbe. |                                                                                                |                                                         | |                       |
| 80 | Réveille le guerrier qui sommeille en toi ! Le Combat de Son Gohan !                           | 眠った闘志を呼び覚ませ！孫悟飯の闘い！！                | Nemutta tōshi o yobisamase! Son Gohan no Tatakai!! (Éveille ton esprit combatif en sommeil ! Le combat de Son Gohan !!)                                                           | 26 février 2017       |
| [Chapitre 28] — Le tournoi continue avec le match entre Gohan et Lavanda l'empoisoneur. Durant le combat, ce dernier empoisonne Gohan lui faisant perdre la vue. Cependant, ce dernier utilise ses sens de Super Saiyan pour localiser son opposant. Alors qu'il semble l'avoir emporté, Gohan s'effondre, le poison s'étant répandu beaucoup plus rapidement à cause de sa transformation. Le combat se conclut alors par un match nul. Gohan est conscient qu'il peut faire beaucoup mieux et s'engage à s'améliorer lors du Tournoi du Pouvoir. Dans le même temps, le Grand Prêtre révèle aux divinités que les univers perdants du Tournoi seront éliminés, à l'exception des univers 1, 5, 8 et 12, car leur niveau moyen du nombre de mortels est satisfaisant. Le dernier match est ensuite annoncé : Goku affrontera le leader de la troupe des loups de l'univers 9 : Bergamo. |                                                                                                |                                                         | |                       |
| 81 | Bergamo l'écraseur contre Son Goku ! Qui possède le pouvoir illimité ?                         | 潰しのベルガモVS孫悟空！青天井の強さはどっちだ！？      | Tsubushi no Berugamo bāsasu Son Gokū! Aotenjō no tsuyosa wa docchi da!? (Bergamo le destructeur vs. Son Goku ! Qui a la plus grande puissance ?!)                                 | 5 mars 2017           |
| [Chapitre 28 et 29] — Avant de combattre, Bergamo le destructeur fait un discours pour faire passer Goku pour un ennemi auprès des Dieux. Zeno est même d'accord pour abolir la destruction des univers, si l'univers 9 remporte la bataille. Le match commence alors : à chaque fois que Goku frappe Bergamo, celui-ci devient plus grand et plus fort et s'approprie les mouvements de son adversaire. Cependant, le Saiyan reprend facilement l'avantage à cause de la taille imposante de Bergamo et remporte rapidement le combat en utilisant son Kaioken en Super Saiyan Blue pour lancer un Kamé Hamé Ha surpuissant. L'univers 7 a donc gagné le tournoi d'exhibition. Le Grand-Prêtre énonce alors les règles du « Tournoi du Pouvoir » : le sort des univers sera décidé en un seul combat, une « bataille royale ». Le combat durera 48 minutes et aura lieu dans le Monde du Néant. Utiliser des armes et tuer son adversaire sera interdit et il sera impossible de voler. Alors que le tournoi est fini, Toppo, un guerrier de l'univers 11, se dresse contre Goku. Il lui explique qu'au nom de la justice, il veut se débarrasser de lui, l'« ennemi des univers ».                                         |                                                                                                |                                                         | |                       |
| 82 | Son Goku doit payer ! Toppo, le soldat de la justice, entre en scène !                         | 孫悟空許すまじ！正義の戦士トッポ乱入！！                | Son Gokū yurusumaji! Seigi no senshi Toppo rannyū!! (Ne jamais pardonner Son Goku ! Toppo le guerrier de la justice intègre !!)                                                   | 19 mars 2017          |
| [Chapitre 29 et 30] — Zeno autorise Toppo et Goku à se combattre. Mais de peur que le combat ne se termine par un match à mort, le Grand Prêtre interrompt les guerriers. Le tournoi enfin fini, chaque univers a maintenant 40 heures pour former une équipe de dix combattants. |                                                                                                |                                                         | |                       |
| 83 | Constituer l'équipe de l'univers 7 ! Qui seront les dix meilleurs ?                            | 第7宇宙代表チームを結成せよ！最強の10人は誰だ！？       | Dai nana Uchū daihyō Chīmu o kessei seyo! Saikyō no Jū nin wa dare da !? (Constituer l'équipe qui va représenter l'univers 7 ! Qui seront les 10 meilleurs combattants ?)         | 26 mars 2017          |
| [Chapitre 30] — Goku retourne sur Terre pour former l'équipe de l'univers 7. Il vient d'abord recruter Vegeta, mais ce dernier est confronté à un problème : Bulma est enceinte et il ne bougera pas tant qu'elle n'aura pas accouché. Finalement, grâce à Whis et son bâton, Bulma met au monde une petite fille : Bra. |                                                                                                |                                                         | |                       |
| 84 | Son Goku, le chasseur de têtes. Une invitation pour Krilin et C-18                             | スカウトマン孫悟空 クリリンと18号を誘う                 | Sukautoman Son Gokū - Kuririn to Jūhachigō o sasou (Son Goku le recruteur invite Krilin et C-18)                                                                                  | 2 avril 2017          |
| [Chapitre 31] — Goku se rend avec Gohan chez Krilin et C-18 pour les recruter. Si Krilin est tout de suite partant, Goku ment en disant que le vainqueur gagnera 10 millions de zénis, ce qui convainc C-18. Pour se faire une idée de la puissance actuelle de Krilin, Gohan puis Goku le teste au combat. |                                                                                                |                                                         | |                       |
| 85 | Chaque univers passe à l'action. Résoudre les problèmes                                        | 動き出す宇宙 それぞれの思惑                             | Ugokidasu uchū - Sorezore no omowaku (Les univers commencent à montrer leurs vrais guerriers)                                                                                     | 9 avril 2017          |
| [Chapitre 30 et 31] — Pour pouvoir trouver C-17, Goku se rend chez Dendé. En chemin, il affronte Mister Boo qui, à force de s'entraîner, a considérablement minci. Pendant ce temps, les autres univers choisissent leurs combattants. |                                                                                                |                                                         | |                       |
| 86 | Premiers échanges de coups, C-17 contre Goku !                                                 | 初めて交わる拳！ 人造人間17号VS孫悟空！！               | Hajimete majiwaru Kobushi! Jinzō ningen Jūnanagō bāsasu Son Gokū!! (La première fois que leurs poings se croisent ! C-17 vs. Son Goku !!)                                         | 16 avril 2017         |
| [Chapitre 31] — Goku se rend sur l'île de C-17 qui travaille comme garde forestier. Les deux guerriers, qui se rencontrent pour la première fois, se battent en duel pour mesurer leur force. Surpris par la puissance de C-17, Goku décide même de passer en Super Saiyan Blue mais pour éviter que l'île ne soit détruite, C-17 arrête le combat. Les deux hommes discutent longuement, puis Goku lui demande ensuite de participer au tournoi, mais C-17 refuse, car il ne peut pas abandonner son travail. Goku propose alors de laisser Goten et Trunks s'occuper de l'île pendant son absence. Tandis que pendant ce temps, des braconniers venant de l'espace s'approchent de l'île. |                                                                                                |                                                         | |                       |
| 87 | Chassons les chasseurs. Goku et C-17 unis pour se battre !                                     | 密猟団を狩れ！ 悟空と17号の共闘！！                     | Mitsuryō-dan o kare! Gokū to Jūnanagō no Kyōtō!! (Chassez la troupe de braconniers ! Goku et C-17 combattent ensemble !!)                                                         | 23 avril 2017         |
| [Chapitre 31] — Alors que Goku tente de convaincre C-17, des braconniers venus de l'espace capturent les animaux vivants sur l'île. Goku et C-17 s'allient alors pour les combattre. Sortis victorieux et ayant une dette envers le Saiyan, C-17 accepte enfin de rejoindre l'équipe de l'univers 7. |                                                                                                |                                                         | |                       |
| 88 | Piccolo entraîne Gohan. Le disciple pourra-t-il surpasser le maître ?                          | 悟飯とピッコロ 師弟激突の限界修業！                     | Gohan to Pikkoro - Shitei gekitotsu no Genkai shugyō! (Gohan et Piccolo : Entraînement maximal entre un maître et son élève !)                                                    | 30 avril 2017         |
| Avec l'aide de son mentor Piccolo, Gohan tente de retrouver son pouvoir d'antan. Note : Cet épisode est un filler.[réf. nécessaire] |                                                                                                |                                                         | |                       |
| 89 | Une mystérieuse beauté apparaît. La Malédiction du dojo Ten Shin !                             | 現れた謎の美女！ 天津流道場の怪！？                     | Arawareta nazo no bijo! Tenshin-ryū Dōjō no kai!? (Une belle inconnue apparaît ! Le mystère du Dojo Tenshin-ryu !?)                                                               | 7 mai 2017            |
| Ten Shin Han a depuis ouvert un dojo et a invité Kamé Sennin en tant que membre honorifique. Goku, toujours en quête de membre pour constituer l'équipe de l'univers 7, s'y rend pour les convaincre tous les deux afin qu'ils participent au tournoi. Mais une étrange femme apparaît et ensorcelle les élèves de Ten Shin Han. Note : Cet épisode est un filler.[réf. nécessaire] |                                                                                                |                                                         | |                       |
| 90 | Dépasse toutes tes limites ! Goku contre Gohan                                                 | 超えるべき壁を見据えて！ 悟空VS悟飯                     | Koerubeki kabe o misuete! Gokū bāsasu Gohan (Progresser pour dépasser cette barrière ! Goku vs. Gohan)                                                                            | 14 mai 2017           |
| Pour dépasser davantage ses limites, Gohan provoque Goku en duel. Dans l'univers 6, Cabba part à la rencontre de Califla, afin de tenter de la convaincre de participer au Tournoi du Pouvoir. Cette dernière refuse une première fois, mais lorsqu'elle voit Cabba se transformer en Super Saiyan, elle demande à ce dernier de lui apprendre cette technique. Note : Cet épisode est un filler.[réf. nécessaire] |                                                                                                |                                                         | |                       |
| 91 | Quel univers survivra ? Les plus grands guerriers se rassemblent !                             | 勝ち残るのはどの宇宙だ！？ 続々と集う最強の戦士たち！！ | Kachinokoru no wa dono Uchū da!? Zokuzoku to tsudou Saikyō no senshi-tachi!! (Quels univers survivront ? Les guerriers puissants se rassemblent de plus en plus !!)               | 21 mai 2017           |
| Alors que les autres univers continuent de rassembler leurs guerriers, un évènement inattendu compromet les plans de Goku : Boo s'est endormi et ne se réveillera pas avant deux mois. L'équipe de l'univers 7 est en pleine crise, car il leur manque un membre pour être complète. Note : Cet épisode est un filler.[réf. nécessaire] |                                                                                                |                                                         | |                       |
| 92 | État de crise dans l'univers 7 ! Les 10 membres ne répondent pas tous à l'appel !              | 緊急事態発生！ そろわない10人のメンバー！！             | Kinkyū jitai hassei! Sorowanai jū nin no menbā!! (Urgence ! Les 10 membres sont incomplet !!)                                                                                     | 28 mai 2017           |
| [Chapitre 31 et 32] — Goku se rend chez M. Satan, qui lui explique avoir utilisé tous les grands moyens pour réveiller Boo, mais ses efforts sont vains. Du côté de l'univers 6, Cabba enseigne à Califla comment se transformer en Super Saiyan. Cette dernière accepte de participer au tournoi et emmène sa protégée, Kale. Krilin et C-18 veulent renoncer au tournoi, quand ils apprennent que Goku leur a mentis et les vrais enjeux du Tournoi du Pouvoir. Beerus parvient à convaincre Krilin en le menaçant de mort et Bulma C-18 en offrant de la payer. Malheureusement, avec Boo en léthargie, il manque toujours un dixième guerrier à l'équipe. Un combattant d'élite étant nécessaire, Goku choque tout l'assemblée en proposant de recruter Freezer. |                                                                                                |                                                         | |                       |
| 93 | Le 10e, ce sera toi ! Goku tente de recruter Freezer !                                         | 10人目の戦士はおめえだ！ 悟空 フリーザのもとへ！！      | Jū nin me no Senshi wa omē da! Gokū Furīza no moto e!! (Le 10e guerrier c'est toi ! Goku va voir Freezer !!)                                                                      | 4 juin 2017           |
| [Chapitre 32] — Malgré les nombreuses réticences de chacun, Goku se rend en enfer pour convaincre Freezer de se joindre à l'équipe. Celui-ci accepte à condition d’être ressuscité si leur univers survit. Pendant ce temps, le dieu de la destruction de l'univers 4 complote contre l'univers 7. Califla tente d'enseigner à Kale comment se transformer en Super Saiyan, mais sa protégée ne réussit pas la première tentative. Kale parvient à se transformer en Super Saiyan Berserker en voyant Cabba et Califla se disputer, mais ne contrôle pas son pouvoir. |                                                                                                |                                                         | |                       |
| 94 | L'Empereur du mal est de retour ! Des assassins énigmatiques se dressent sur sa route          | 悪の帝王復活！ 出迎える謎の刺客たち！？                 | Aku no Teiō fukkatsu! Demukaeru Nazo no Shikaku-tachi!? (L'empereur du mal est de retour ! Les mystérieux assassins guettent !?)                                                  | 11 juin 2017          |
| Baba ramène Freezer des enfers pour 24 h. Cependant, Quitela (le dieu de la destruction de l'univers 4) persuade Sidra (le dieu de la destruction de l'univers 9) d'attaquer Freezer avant que celui-ci ne rejoigne l'équipe de Goku. Une horde d'assassins est alors lancée à leur poursuite. Ne restant plus beaucoup de temps avant le début du tournoi, Goku préfère les éviter mais Freezer veut s'échauffer un peu. Note : Cet épisode est un filler.[réf. nécessaire] |                                                                                                |                                                         | |                       |
| 95 | Le Plus Cruel ! Le Plus Impitoyable ! Freezer se déchaîne !                                    | 最凶！ 最悪！ フリーザ大暴れ！！                        | Saikyō! Saiaku! Furīza Ōabare!! (Le plus mauvais ! Le pire ! Freezer se déchaîne !!)                                                                                              | 18 juin 2017          |
| [Chapitre 32] — Freezer s'attaque à la horde d'assassins et les tue sans aucune pitié. Leur chef réussit cependant à l'emprisonner dans une boule d'énergie de destruction (qui lui a été donnée par Sidra), mais Freezer parvient à s'en extraire et la renvoie sur Goku qui avait baissé sa garde. Freezer cherche alors à rentrer en contact avec l'univers 9 pour rejoindre leur équipe, mais il est coupé par l'arrivée de Beerus qui libère Goku. L'équipe de l'univers 7 est maintenant au complet, mais le tyran ne compte pas en rester là. |                                                                                                |                                                         | |                       |
| 96 | L'heure a sonné ! Tous vers le monde du néant pour sauver l'univers !                          | 時はきた！ 宇宙の命運をかけ無の界へ！！                 | Toki wa kita! Uchū no meiun o kake Mu no Kai e!! (Le temps est venu ! Vers le royaume du vide où le sort de l'univers sera décidé !!)                                             | 25 juin 2017          |
| [Chapitre 32 et 33] — Les guerriers des huit univers en compétition se sont rassemblés. Le tournoi est sur le point de commencer. |                                                                                                |                                                         | |                       |
| 97 | Prêts à tout pour survivre ! Le Tournoi du Pouvoir débute enfin !                              | 生き残れ！ ついに開幕「力の大会」！！                   | Ikinokore! Tsuini kaimaku Chikara no Taikai!! (Survivre ! Le « Tournoi de la Puissance » est enfin commencé !!)                                                                   | 2 juillet 2017        |
| [Chapitre 33] — Le tournoi a commencé. Très rapidement, Goku, Freezer, Vegeta, C-17 et C-18 décident d'opérer de façon solitaire et abandonnent le travail d'équipe. De son côté, Goku se bat tout en observant ses autres adversaires et cherche à combattre Toppo ou Jiren. Tout à coup, un guerrier de l'univers 4 l'immobilise par surprise et cherche à sortir du ring avec lui. Cependant, Goku parvient à se dégager de justesse puis se retrouve encerclé par plusieurs guerriers. |                                                                                                |                                                         | |                       |
| 98 | Le Temps de l'incertitude. Un univers désespéré !                                              | あぁ無常！ 絶望する宇宙！！                             | Ā mujō! Zetsubō suru Uchū!! (Oh, incertitude ! Le désespoir d'un univers !!) | 9 juillet 2017        |
| [Chapitre 34] — Goku se retrouve entouré par les guerriers de l'univers 9. Pour se protéger du poison de Lavenda, Goku se protège avec une fine couche blanche autour de son corps, mais il ne peut pas sentir leurs énergies. Bien qu'ennuyé de venir aider Goku, Vegeta se joint au combat. Les deux Saiyans parviennent finalement à prendre le dessus en se transformant en Super Saiyan, puis en Super Saiyan Blue et expulsent tous les guerriers de l'univers 9 hors du ring. Tous les guerriers de l'univers 9 sont donc éliminés : leur univers est alors effacé par les Zeno. |                                                                                                |                                                         | |                       |
| 99 | Montre de quoi tu es capable ! Le Véritable Pouvoir de Krilin                                  | 見せつけろ！ クリリンの底力！！                         | Misetsukero! Kuririn no Sokojikara!! (Montre leur ! Le véritable pouvoir de Krilin !!)                                                                                            | 16 juillet 2017       |
| [Chapitre 34] — Ayant été témoins de la destruction de l'univers 9, tous les guerriers s'arrêtent de combattre et réalisent davantage l'importance de ce tournoi. Vegeta se retrouve opposé au duo Magetta - Botamo tandis que Krilin et C-18 unissent leurs forces pour éliminer des combattants de l'univers 4 et 10. Alors que Krilin fête sa victoire, Frost le prend par surprise et l'expulse du ring. Il ne reste donc plus que neuf guerriers de l'univers 7 encore en lice et plus que 43 minutes de combat. |                                                                                                |                                                         | |                       |
| 100 | Fureur sans limite ! Le Réveil d'une guerrière déchaînée !                                     | 大暴走！ 目覚め荒ぶる狂戦士！！                         | Daibōsō! Mezame araburu Kyōsenshi!! (Hors de contrôle ! L'éveil sauvage de la guerrière furieuse !!)                                                                              | 23 juillet 2017       |
| [Chapitre 37] — Califla remarque la transformation en Super Saiyan Blue de Goku et le sollicite pour qu'il l'aide à atteindre ce niveau. Ce dernier pense qu'elle n'est pas encore prête pour ce stade et lui conseille plutôt d'essayer de se transformer en Super Saiyan 2, ce qu'elle parvient rapidement à faire. Goku lui indique même qu'avec un peu d'entraînement, elle pourrait atteindre le Super Saiyan 3. De son côté, Kale, qui les regarde se battre, est de nouveau consumée par son sentiment d'inutilité et de jalousie. Elle laisse éclater sa rage, se transforme en Super Saiyan Berserker et fonce sur Goku, contraint de repasser en Super Saiyan Blue pour lui tenir tête. La rage et la puissance de Kale, incontrôlable, prennent une telle ampleur qu'elle finit par attaquer de manière désordonnée tous ceux qui lui barre la route. Jiren décide alors de l'éloigner et l'expulse du ring d'une seule attaque. Califla la récupère de justesse avant qu'elle ne tombe hors de l'arène. Goku se tourne alors vers Jiren pour le défier. |                                                                                                |                                                         | |                       |
| 101 | La Menace des guerriers de la justice ! Place aux Pride Troopers !!                            | 迫りくる正義の戦士！ プライド・トルーパーズ！！         | Semarikuru Seigi no Senshi! Puraido Torūpāzu!! (Les guerriers de la justice approchent ! Les Pride Troopers !!)                                                                   | 30 juillet 2017       |
| [Chapitre 37] — Goku s'apprête à se battre contre Jiren, mais Toppo l'en empêche en l'attaquant avec une rafale d'énergie. Toppo et Jiren décident alors de se retirer pour conserver leur endurance. Pendant ce temps, Kamé Sennin et Ten Shin Han font équipe pour vaincre Preecho de l'univers 3, C-18 et Goku battent Tupper et C-17 domine Kahseral. Quatre ennemis attaquent alors Califla et la rage de Kale lui permet de retrouver sa forme de Super Saiyan Berserker, mais elle parvient, cette fois, à garder le contrôle de son pouvoir. Califla et Kale utilisent une explosion d'énergie combinée extrêmement puissante pour vaincre Kahseral, Zoiray et Kettol, tandis que C-18 élimine Cocotte. Épuisées, Califla et Kale se retirent avec la bienveillance de Goku, qui leur exprime sa réjouissance de savoir qu'il va pouvoir les affronter plus tard. |                                                                                                |                                                         | |                       |
| 102 | Le Pouvoir de l'amour jaillit ! Les Guerrières féeriques de l'univers 2.                       | 愛の力が大爆発！？ 第2宇宙の魔女っ子戦士！！            | Ai no Chikara ga daibakuhatsu!? Dai Ni Uchū no Majokko Senshi!! (La puissance de l'amour explose !? Les guerrières magiques de l'univers 2 !!)                                    | 6 août 2017           |
| [Chapitre 36] — Les Zeno utilisent leur GodPad pour faire l'état des lieux du tournoi, et notent que pas mal de guerriers ont déjà été éliminés. Dans l'arène, Brianne de Château, guerrière de l'univers 2, et ses deux camarades Sanka Ku et Susu Roas, attirent l'attention des autres combattants afin qu'ils assistent à leurs transformations. Mais alors qu'elles sont sur le point d'effectuer leurs oeuvres, C-17 interrompt leur cérémonie en les attaquant par surprise. Cependant, les trois guerrières parviennent au bout de leurs transformations. Ribrianne se charge de Vegeta, mais malgré leur coopération, Sanka Ku et Bikal sont toutes deux éliminées par le cyborg, ce qui met Ribrianne en rogne qui compte bien venger l'élimination de ses deux équipières. |                                                                                                |                                                         | |                       |
| 103 | Sois sans pitié, Gohan ! Combat décisif contre l'univers 10.                                   | 悟飯よ非情なれ！ 第10宇宙との決戦！！                   | Gohan yo Hijō nare! Dai Jū Uchū to no Kessen!! (Gohan, ne montre aucune pitié ! Combat décisif avec l'univers 10 !!)                                                              | 13 août 2017          |
| [Chapitre 36] — Piccolo et Gohan vont affronter les deux derniers adversaires de l'univers 10. Ils parviennent à les défaire, ce qui provoque l'effacement de leur univers. |                                                                                                |                                                         | |                       |
| 104 | Une bataille à la vitesse de la lumière ! Goku et Hit unissent leurs forces.                   | 超絶光速バトル勃発！ 悟空とヒットの共同戦線！！         | Chōzetsu Kōsoku batoru happatsu! Gokū to Hitto no Kyōdō sensen!! (Un premier combat super rapide commence ! Goku et Hit joignent leurs forces !!)                                 | 20 août 2017          |
| [Chapitre 35] — Le Pride Trooper Dyspo se présente devant Hit, déclarant qu'il va en finir avec son saut temporel (« Tokitobashi » en VO) pour le bien de leur univers. Sur le côté, Califla rassure Kale sur le fait que Hit n'a pas besoin d'aide, car il va à coup sûr battre son adversaire. Cependant, Dyspo domine Hit, car il parvient à le frapper à chaque fois juste avant qu'il déclenche son saut temporel. Voyant son rival en difficulté, Goku vient à sa recousse. De son côté, Dyspo est aidé par K'nsi. Mais son camarade se fait éliminer du tournoi par le guerrier de l'univers 6. |                                                                                                |                                                         | |                       |
| 105 | Un combat acharné. Tortue Géniale s'enflamme pour la victoire !                                | 奮戦！ 武天老師命を燃やす！！                           | Funsen! Muten Rōshi inochi o moyasu!! (Combat désespéré ! Kamé Sennin se sacrifie !!)                                                                                             | 27 août 2017          |
| [Chapitre 40] — Beaucoup de guerriers ont été éliminés jusqu'ici. Les Zeno font donc l'état des lieux des « restants », mais perdent le compte et tombent d'accord pour dire que ça fait « beaucoup ». Sur l'arène, Kamé Sennin se dit que plus de la moitié ont été éliminés et qu'il est temps de passer à l'action. Il se trouve ainsi confronté à trois guerriers de l'univers 4. |                                                                                                |                                                         | |                       |
| 106 | Trouvez le sniper ! Affrontement fatal contre un adversaire invisible.                         | 見極めろ！ 姿なきアタッカーとの死闘！！                 | Mikiwamero! Sugata naki Atakkā to no Shitō!! (Maîtrise-le ! Combat mortel avec un adversaire invisible !!)                                                                        | 3 septembre 2017      |
| [Chapitre 36] — Kamé Sennin décide de se reposer pendant quelques instants après son triple combat. Pendant ce temps, Gohan et Piccolo se battent contre le Dr Rota, l'homme phacochère de l'univers 6 lorsqu'un mystérieux sniper (capable d'envoyer des rayons lasers sur une longue distance) se met à les bombarder. Tandis que Gohan et Piccolo se mettent à couvert, Goku, Vegeta et Ten Shin Han se dispersent pour localiser et éliminer le sniper. |                                                                                                |                                                         | |                       |
| 107 | La Vengeance de ‘F’ ! Un piège machiavélique                                                   | 復讐の「F」！ しかけられた狡猾な罠！？                  | Fukushū no Efu! Shikakerareta Kōkatsu na Wana!? (La revanche de ‘F’ ! Le piège sournois mis en place !?)                                                                          | 17 septembre 2017,    |
| [Chapitre 34] — Ten Shin Han a localisé et éliminé le sniper mais a malheureusement été entrainé dans sa chute ; il ne reste que huit guerriers à l'univers 7. Le grand prêtre, serviteur des Zeno, fait un bilan et annonce qu'il ne reste que 36 combattants sur les 80 au départ. Humilié au tournoi de Champa, Frost décide de se venger de l'univers 7 en attaquant ses membres affaiblis. Il attaque Kamé Sennin mais Vegeta et Magetta se joignent à l'affrontement. Vegeta élimine Magetta, Frost prend la fuite et Kamé Sennin, gravement blessé, est obligé d'abandonner : il ne reste que sept guerriers à l'univers 7. |                                                                                                |                                                         | |                       |
| 108 | Freezer et Frost. Un cocktail de perfidie !                                                    | フリーザとフロスト！ 交わる悪意！？                     | Furīza to Furosuto! Majiwaru Akui!? (Freezer et Frost ! L'alliance de la méchanceté !?)                                                                                           | 24 septembre 2017     |
| [Chapitre 34] — Son Gohan est attaqué par Jimizu, un Yardrat de l'univers 2. Gohan est en difficulté, lorsque Freezer s'interpose et finit par éliminer Jimizu. Frost arrive et révèle que Freezer et lui ont décidé d'unir leurs forces, comme ils l'avaient évoqué avant le début du tournoi. Pour prouver sa bonne volonté, Freezer attaque Gohan, à la stupeur des spectateurs de l'univers 7, mais il retient ses coups. Cependant, après avoir mis Gohan KO et gagné la confiance de Frost, il fait mine de lui apprendre une attaque et en profite pour l'éliminer. Fou de rage d'avoir été dupé par Freezer, Frost s'apprête à répliquer depuis les tribunes, mais il est effacé par les Zeno qui ne veulent pas que les combattants éliminés interfèrent. |                                                                                                |                                                         | |                       |
| 109 | Le plus puissant des guerriers attaque Goku ! Place au fatal orbe d'énergie !                  | これぞ全宇宙一の究極バトル！孫悟空VSジレン！！          | Korezo Zen Uchūichi no Kyūkyoku Batoru! Son Gokū Bāsasu Jiren!! (Le combat ultime de tous l'univers que j'attendais ! Son Goku vs. Jiren !!)                                      | 8 octobre 2017,       |
| [Chapitre 35] — Alors qu'il se bat contre Ribrianne, Goku voit son combat être interrompu par Jiren, qui est finalement bien décidé à l'affronter. Mais malgré le Kaioken puissance 20 combiné au Super Saiyan Blue, cela ne suffit pas à venir à bout du Pride Trooper, toujours d'un niveau nettement supérieur au sien. Le Saiyan n'a pas d'autres choix que d'utiliser le Genkidama, où il reçoit l'énergie de tous ses partenaires (sauf Vegeta), puis lance son attaque sur son nouvel adversaire. |                                                                                                |                                                         | |                       |
| 110 | L'Éveil de Son Goku. L'Ultra-Instinct de l'éveillé.                                            | これぞ全宇宙一の究極バトル！孫悟空VSジレン 2！！        | Korezo Zen Uchūichi no Kyūkyoku Batoru! Son Gokū Bāsasu Jiren 2!! (Le combat ultime de tous l'univers que j'attendais ! Son Goku vs. Jiren 2!!)                                   | 8 octobre 2017,       |
| Goku lance le Genkidama sur Jiren, mais son adversaire le repousse facilement, ce qui fait que le Saiyan voit son attaque se retourner contre lui-même et en subit les effets lors de l'explosion. Toute l'assistance est sous le choc. Alors que tout le monde croit Goku mort et que les rois Zeno s'apprêtent à l'effacer de leur DieuPad, celui-ci refait son apparition avec une nouvelle apparence : ses cheveux restent noirs, mais ils sont redressés, une vague de chaleur l'entoure et ses yeux sont gris argentés avec une lueur blanche. Ses nouveaux pouvoirs lui permettent de rivaliser avec Jiren. Beerus comprend alors que le Saiyan a réveillé une nouvelle transformation : l'Ultra Instinct. Whis croit savoir comment Goku a libéré cette nouvelle forme : en plus du fait que le Genkidama lui a servi de source d'énergie pour son corps déjà épuisé, le choc entre l'explosion de l'attaque et la résistance du Saiyan par sa propre énergie a fait éclater son nouveau potentiel. Malheureusement, cet état ne dure pas très longtemps et Goku est vite neutralisé par Jiren, jusqu'à ce que Hit intervienne pour l'affronter à son tour... Note : Cet épisode est un filler.[réf. nécessaire]     |                                                                                                |                                                         | |                       |
| 111 | Le Combat extra-dimensionnel ultime ! Jiren contre Hit !                                       | 異次元の極致バトル！ヒットVSジレン！！                  | Ijigen no Kyokuchi Batoru! Hitto Bāsasu Jiren!! (L'ultilme bataille d'une autre dimension ! Hit vs. Jiren !!)                                                                     | 15 octobre 2017       |
| [Chapitre 35] — Freezer vient en aide à Goku en lui passant un peu de son énergie, comme le Saiyan l'avait fait pour lui sur Namek. Le tyran estime avoir payé sa dette envers ce dernier et lui explique ce qui s'est passé lors de son combat contre Jiren. Freezer révèle à Goku qu'il a acquis un nouveau pouvoir qui surpasse celui des Dieux : l'Ultra Instinct. Pendant ce temps, Hit décide de prendre le relais et d'affronter Jiren. Ce dernier est gêné, dans un premier temps, par son Tokitobashi et son coup invisible, puis parvient à s'y habituer. Il élimine finalement Hit, ce qui pousse les spectateurs à s'écrier que sa puissance est telle qu'il peut dominer le temps. |                                                                                                |                                                         | |                       |
| 112 | La Promesse d'un Saīyen ! La Détermination de Vegeta !                                         | サイヤ人の誓い！ベジータの覚悟！！                      | Saiya-jin no Chikai! Bejīta no Kakugo!! (La volonté Saiyanne ! La détermination de Vegeta !!)                                                                                     | 22 octobre 2017       |
| [Chapitre 37] — Cabba de l'univers 6, affronte Mona de l'univers 4. Dominé par son adversaire, le jeune Saiyan parvient à dépasser ses limites et réussit, tout comme Califla avant lui, à se transformer en Super Saiyan 2. Grâce à sa nouvelle transformation, il bat facilement Mona et l'élimine. Profitant du fait qu'il soit affaibli, Freezer l'élimine facilement du tournoi. |                                                                                                |                                                         | |                       |
| 113 | Avec plaisir ! Nouveau combat frénétique de Saīyens !                                          | 嬉々として！戦闘狂サイヤ人バトル再び！！                | Kiki toshite! Sentōkyō Saiya-jin Batoru futatabi!! (Avec joie ! Le retour des Saiyans passionnés du combat !!)                                                                    | 29 octobre 2017       |
| [Chapitre 37] — Bien qu'à bout de forces, Goku accepte d'affronter Califla, et un combat sur l'apprentissage débute. Ayant un peu récupéré son énergie, il se transforme en Super Saiyan 2 et le combat s'intensifie entre elle et lui. Il invite aussi Kale à se joindre au combat, ce qui fait qu'il affronte les deux Saiyannes dans un match handicap. Retrouvant petit à petit son énergie, il se transforme ensuite en Super Saiyan 3, mais ne reste pas longtemps sous cette forme. La meilleure amie de Califla augmente sa puissance et redevient la guerrière incontrôlable. |                                                                                                |                                                         | |                       |
| 114 | Au-delà des frontières du possible ! Un nouveau super guerrier voit le jour !                  | 鬼気せまる！新たな超戦士の爆誕！！                      | Kiki semaru! Aratana Chō senshi no Bakutan!! (Intimidation passionnante ! Naissance explosive d'une nouvelle guerrière !!)                                                        | 5 novembre 2017       |
| [Chapitre 37] — Kale, retransformée en Super Saiyan Berserker, reperd le contrôle d'elle-même, mais grâce au soutien de sa partenaire Califla, réussit à reprendre le contrôle de son pouvoir. Les deux femmes mettent Goku en difficulté, jusqu'à ce que ce dernier se transforme en Super Saiyan Divin et reprenne le dessus sur ses deux adversaires. En mauvaise posture et sur les conseils de Champa, les deux Saiyannes utilisent les potalas pour fusionner et créer une nouvelle guerrière née de leur fusion : Kefla. |                                                                                                |                                                         | |                       |
| 115 | Goku contre Kefla ! Le Super Saīyen bleu connaîtra-t-il sa première défaite ?                  | 悟空VSケフラ！超サイヤ人ブルー敗れる！？                | Gokū Bāsasu Kefura! Sūpā Saiya-jin Burū yabureru!? (Goku vs. Kefla ! Défaite du Super Saiyan Blue !?)                                                                             | 12 novembre 2017      |
| [Chapitre 38] — Kefla, née de la fusion de potalas entre Califla et Kale, s'avère être une adversaire plus dangereuse pour Son Goku. En effet, la nouvelle guerrière le domine largement, malgré sa transformation en Super Saiyan Divin. Pendant ce temps, Vegeta a bien du mal face à Toppo, tandis que Piccolo et Gohan poursuivent l'affrontement avec Pirina et Saonel, les deux Nameks de l'univers 6. C-18 s'est blessée la cheville lors d'une d'explosion et alors que Katopesla s'apprête à l'attaquer, C-17 intervient pour défendre sa sœur jumelle et la soigne. En difficulté devant sa nouvelle adversaire, Goku se transforme en Super Saiyan Blue, tandis qu'elle se transforme en Super Saiyan Berserker. Le combat semble s'équilibrer, mais la jeune Saiyanne prend l'avantage, dû au fait que son adversaire n'ait pas totalement récupéré ses forces depuis son combat contre Jiren. Contre toute attente, bien qu'il ait atteint ses limites, Goku active l'Ultra Instinct... |                                                                                                |                                                         | |                       |
| 116 | Le vent tourne ! L'Ultra-Instinct détruit tout sur son passage !                               | 逆転の兆し！身勝手の極意が大爆発！！                    | Gyakuten no Kizashi! Migatte no Gokui ga Daibakuhatsu!! (Les signes d'un retour ! L'immense explosion de l'Ultra-Instinct !!)                                                     | 19 novembre 2017      |
| [Chapitre 38 et 39] — Goku a retrouvé les pouvoirs de l'Ultra Instinct, comme lors de son combat contre Jiren. Kefla atteint, comme Cabba précédemment, le stade de Super Saiyan 2, mais malgré sa nouvelle puissance, elle n'arrive pas à porter des coups sur son adversaire. Vegeta comprend, lui aussi, que son rival a activé la transformation dont parlait Whis. Selon ce dernier, le Saiyan arrive seulement à se défendre instictivement, mais pas à attaquer de la même manière, car plus difficile à maîtriser. Presque épuisé par ses nouveaux pouvoirs, Goku esquive toutes les attaques de son adversaire en se rapprochant d'elle, et lui lance un ultime Kaméhaméha qui l'expulse de l'arène et envoie les deux guerrières dans les gradins. Le Saiyan retrouve son apparence normale, mais l'Ultra Instinct a réveillé des douleurs sur son corps. |                                                                                                |                                                         | |                       |
| 117 | L'amour vaincra-t-il ? Les Cyborgs contre l'univers 2 !                                        | 愛の大決戦！人造人間VS第2宇宙！！                       | Ai no Daikessen! Jinzō Ningen bāsasu Dai Ni Uchū!! (Combat décisif de l'amour ! Cyborgs vs. l'univers 2 !!)                                                                       | 26 novembre 2017      |
| [Chapitre 36] — Ribrianne et ses comparses de l'univers 2 se ruent sur Goku, épuisé d'avoir utilisé l'Ultra Instinct. Le Saiyan est sur le point d'être éjecté par Ribrianne et son équipe, mais C-17 et C-18 interviennent pour l'aider. |                                                                                                |                                                         | |                       |
| 118 | L'étau du destin se resserre. Des univers disparaissent.                                       | 加速する悲劇 消えゆく宇宙…                              | Kasoku suru Higeki - Kieyuku Uchū… (La tragédie continue. Les univers disparaissent…)                                                                                             | 3 décembre 2017       |
| [Chapitre 36 et 39] — C-17, C-18 et Goku écrasent les derniers guerriers de l'univers 2 ainsi que leur chef Ribrianne, provoquant l'anéantissement de cet univers. De leurs côtés, Gohan et Piccolo luttent contre les attaques désespérées des deux derniers combattants de l'univers 6, Saonal et Pilina. Mais Piccolo envisage une stratégie d'attaque que ses adversaires n'avaient pas prévu. |                                                                                                |                                                         | |                       |
| 119 | Impossible à esquiver ? La Menace de l'attaque fantôme.                                        | 回避不能！？ステルス攻撃の猛威！！                      | Kaihi funō!? Suterusu kōgeki no mōi!! (Inévitable !? La terrible attaque invisible !!)                                                                                            | 10 décembre 2017      |
| [Chapitre 36] — La défaite des nameks Saonal et Pilina a provoqué la destruction de l'univers 6 et donc de Hit, Kale, Califla, Cabba et Champa. Vegeta vit très mal la mort de Cabba pour qui il avait de l'affection et jure de les ressusciter tous avec les Super Dragon Balls en gagnant le tournoi. Pendant ce temps, l'univers 4 prépare une attaque surprise : ses deux derniers guerriers étant introuvables sur l'arène, tout laisse à penser qu'ils sont invisibles. Piccolo est alors explulsé de l'arène par un adversaire qu'il n'arrive pas à voir, ce qui ne laisse plus que six membres dans l'équipe de Goku. |                                                                                                |                                                         | |                       |
| 120 | Une stratégie de survie parfaite. Les Redoutables Assassins de l'univers 3.                    | 完璧なる生存戦略！第3宇宙脅威の刺客！！                 | Kanpeki na Seizon senryaku! Dai San Uchū Kyōi no Shikaku!! (Une stratégie de survie parfaite ! La menace des assaillants de l'univers 3 !!)                                       | 17 décembre 2017      |
| [Chapitre 36] — Après être sortis victorieux de leur combat contre les combattants invisibles de l'univers 4, Goku et les autres sont désormais attaqués par l'univers 3, celui de la robotique. Gohan s'occupe de l'ennemi, qui a fusionné une première fois pour gagner un pouvoir incroyable. |                                                                                                |                                                         | |                       |
| 121 | Guerre totale ! Offensive coordonnée de l'univers 7 contre la quadruple fusion de l'univers 3. | 総力戦！究極の4体合体VS第7宇宙総攻撃！！                | Sōryoku-sen! Kyūkyoku no yon tai gattai Bāsasu Dai nana Uchū Sōkōgeki!! (Guerre totale ! La fusion quadruple finale vs. l'offensive à pleine puissance de l'univers 7 !!)         | 24 décembre 2017      |
| [Chapitre 36] — Le combat des univers 3 et 7 atteint son point culminant. Les quatre derniers robots de l'univers 3 ont fusionné pour former un gigantesque monstre organique. C-18 est éjectée de l'arène et les cinq derniers guerriers de l'univers 7 (Goku, Gohan, Vegeta, Freezer et C-17) unissent leur force pour vaincre ce monstre géant. |                                                                                                |                                                         | |                       |
| 122 | Avec la fierté pour seul enjeu ! Vegeta défie son plus puissant adversaire                     | 己の誇りをかけて！ベジータ最強への挑戦！！              | Onore no hokori o kakete! Bejīta Saikyō e no Chōsen!! (Pour sa propre fierté ! Le défi de Vegeta d'être le plus fort !!)                                                          | 7 janvier 2018        |
| [Chapitre 40] — Il ne reste plus que les univers 7 et 11 sur l'arène et 9 minutes avant la clôture du tournoi. Goku défie Jiren, mais Vegeta lui pique sa place pour affronter le Pride Trooper. De leurs côtés, Freezer s'oppose à Dyspo, puis C-17 et Gohan se chargent de Toppo. Pendant son combat, le prince des Saiyans arrive à anticiper les mouvements de son adversaire, mais malgré cela, son niveau de puissance est toujours inférieur à celui de son opposant. Même son Final Flash est resté sans effet et Jiren le met K.O avec un bouclier explosif. |                                                                                                |                                                         | |                       |
| 123 | Un esprit puissant dans un corps puissant ! Place à l'alliance de Goku et de Vegeta !          | 全身全霊全力解放！悟空とベジータ！！                    | Zenshin zenrei Zenryoku kaihō! Gokū to Bejīta!! (Libération de toute la puissance du corps et de l'esprit ! Goku et Vegeta !!)                                                    | 14 janvier 2018       |
| [Chapitre 40] — Vegeta mis KO par Jiren, Goku prend le relais et combat leur adversaire. Il essaie de trouver une ouverture en le piégeant avec des bombes d'énergie, mais cela ne marche pas. Pendant ce temps, Freezer prend l'avantage sur Dyspo. De leur côté, C-17 et Gohan essaie d'éliminer Toppo de l'arène, mais leur plan échoue. Le Saiyan essaie d'éjecter le Pride Trooper de l'arène avec des Kienzan à six lames, sauf que Jiren s'avère bien plus rapide que prévu. Contre toute attente, Goku et Vegeta décicdent d'unir leurs forces. Le premier combine son Kaioken x20 avec sa transformation divine, tandis que le second dévoile sa nouvelle forme acquise à force d'entraînement acharné : le Super Saiyan Bleu évolué. Grâce à leur travail d'équipe, les deux Saiyans donnent du fil à retordre à leur adversaire. |                                                                                                |                                                         | |                       |
| 124 | Un cyclone féroce s'abat sur l'arène ! L'Ultime Combat de Son Gohan                            | 疾風怒涛の猛襲！悟飯背水の陣！！                        | Shippū dotō no mōshū! Gohan Haisui no Jin!! (La terrible attaque effroyable ! Le dernier combat de Gohan !!)                                                                      | 21 janvier 2018       |
| [Chapitre 40] — Bien que Goku et Vegeta fassent jeu égal avec Jiren, ils ne parviennent pas à l'inquiéter. De plus, il semble que le niveau de puissance de Jiren ait encore augmenté. Au même moment, Gohan va aider Freezer à éliminer Dyspo de l'univers 11. |                                                                                                |                                                         | |                       |
| 125 | Grandiose ! L'Avènement du dieu de la destruction, Toppo                                       | 威風堂々！破壊神トッポ降臨！！                          | Ifudōdō! Hakai-shin toppo kōrin!! (Majestueux ! L'avènement du dieu de la destruction Toppo !!)                                                                                   | 28 janvier 2018       |
| [Chapitre 40] — Gohan a dû se sacrifier pour sortir Dyspo. Le combat Goku et Vegeta contre Jiren continue, tandis que C-17 se fait prendre d'assaut par Toppo. C-17 est secouru par Freezer et, ensemble, mettent à terre Toppo. Ce dernier se transforme alors en dieu de la destruction et met Freezer KO mais sans le sortir de l'arène. |                                                                                                |                                                         | |                       |
| 126 | Surpasse les dieux ! L'Ultime Sacrifice de Vegeta                                              | 神をも超えろ！ベジータ捨て身の一撃！！                  | Kami o mo koero! Bejīta Sutemi no Ichigeki!! (Surpasser un dieu ! L'attaque désespérée de Vegeta !!)                                                                              | 4 février 2018        |
| [Chapitre 40] — Devenu un dieu, Toppo s'en prend maintenant à Vegeta et sa nouvelle puissance. Celui-ci rassemble son énergie pour se hisser au niveau du guerrier divin. Jiren, lui, libére toute sa puissance et glace d’effroi ses adversaires. |                                                                                                |                                                         | |                       |
| 127 | Un mur d'énergie se rapproche ! La Dernière Barrière de l'espoir                               | 迫りくる障壁！希望を託した最後のバリア！！              | Semari kuru shōheki! Kibō o takushita saigo no baria!! (L'obstacle approchant ! La dernière barrière d'espoir !!)                                                                 | 11 février 2018       |
| [Chapitre 40] — Vegeta ayant vaincu Toppo, Goku et lui, bien qu'ils soient blessés de la tête aux pieds, font face à Jiren. Mais leurs attaques n'ont absolument aucun effet et les deux ne tiennent pratiquement plus debout. Freezer tente lui aussi d'affronter Jiren mais est roué de coups et s’évanouit dans un coin de l'arène. C-17, lui, attaque Jiren par derrière et parvient à le blesser. Lors de la contre-offensive de Jiren, C-17 se sacrifie en protégeant les deux Saiyans et reçoit de plein fouet l'attaque décisive de Jiren. |                                                                                                |                                                         | |                       |
| 128 | Noble fierté jusqu'au bout ! La Chute de Vegeta                                                | 気高い誇り最後まで！ベジータ散る！！                    | Kedakai Hokori Saigo Made! Bejīta Chiru!! (Noble fierté jusqu'à la fin ! Vegeta tombe !!)                                                                                         | 18 février 2018       |
| [Chapitre 40] — Bien qu'arrivé au bout de ses limites et ayant complètement épuisé son énergie, Vegeta continue de se battre, mais uniquement par la force de sa volonté. Hélas, malgré son entêtement, il ne fait plus le poids face à Jiren et ce dernier l'éjecte de l'arène. Avant d'atterir dans les gradins, le prince des Saiyans trouve la force de transmettre le peu d'énergie qui lui reste à Goku, lequel reprend la lutte. Malheureusement, l'énergie reçue ne lui suffit pas et il subit une dérouillée de son adversaire. Alors qu'il est acculé à une partie de l'arène et est sur le point d'être éliminé, le Saiyan repense à ses compagnons et réveille, pour la troisième fois depuis le début du tournoi, l'Ultra Instinct. |                                                                                                |                                                         | |                       |
| 129 | Au-delà des limites ! L'Ultra-Instinct maîtrisé                                                | 限界超絶突破！身勝手の極意極まる！！                    | Genkai Chōzetsu Toppa! Migatte no Gokui Kiwamaru!! (Surpassée les limites ! L'Ultra-Instinct maîtrisé !!)                                                                         | 4 mars 2018           |
| [Chapitre 41] — L'Ultra Instinct permet à Goku de faire jeu égal avec Jiren, mais à nouveau, il ne parvient pas à porter de coups décisifs, faute de maîtriser l'attaque instinctive. Comme contre Kefla, il tente alors un Kaméhaméha, mais son adversaire s'y attend et le contre. Tout le monde le pense perdant, seul Vegeta continue à y croire. Il annonce aux Dieux présents sur la tribune que Goku, en digne représentant des Saiyans, s'apprête à dépasser une nouvelle fois ses limites. Le combat se poursuit et alors Goku est piégé sur une toute petite portion d'arène qui se fissure petit à petit, Jiren lui lance une attaque pour le faire basculer en dehors de l'arène. Fier et fort de ces encouragements, Goku finit par esquiver et s'éveille à l'Ultra Instinct « forme complète ». |                                                                                                |                                                         | |                       |
| 130 | La Plus Grande Confrontation de tous les temps ! L'Ultime Bataille pour la survie              | 空前絶後の超決戦！究極のサバイバルバトル！！            | Kūzen Zetsugo no Chō Kessen! Kyūkyoku no Sabaibaru Batoru!! (La plus grande confrontation de tous les temps ! L'ultime bataille pour la survie !!)                                | 18 mars 2018          |
| [Chapitre 41] — Grâce à sa maîtrise complète de l'Ultra Instinct, Goku prend enfin le dessus sur Jiren et lui fait perdre tous ses moyens. Ne supportant pas d'être surpassé, le Pride Trooper déploie toute sa puissance et revient à son niveau, ce qui fait que le combat s'intensifie entre les deux guerriers. Le Saiyan explique à son adversaire qu'il puise une partie de sa force dans l'amitié et la confiance de ses amis, choses auxquelles Jiren refuse obstinément de croire. En lançant une attaque sur la tribune, que Goku dévie in extremis, il provoque la colère de ce dernier qui déploie tout son pouvoir et réussit à le terrasser. Alors que le Saiyan s'apprête à le sortir de l'arène, l'énergie de l'Ultra Instinct le quitte et lui provoque d'horribles douleurs et brûlures sur le corps. Le Pride Trooper reconnaît néanmoins la valeur de son opposant et l'éjecte du terrain, sauf que Freezer empêche Goku d'être éliminé. C-17 refait son apparition de sous les gravats et reprend le combat, aux côtés du tyran. |                                                                                                |                                                         | |                       |
| 131 | Un dénouement miraculeux. Adieu, Goku ! Jusqu'à la prochaine fois ! !                          | 奇跡の決着！さらば悟空！また会う日まで！！              | Kiseki no Kecchaku! Saraba Gokū! Mata au hi made!! (Une conclusion miraculeuse ! Adieu, Goku ! Jusqu'au jour où nous nous reverrons !!)                                           | 25 mars 2018          |
| [Chapitre 41 et 42] — Pendant que Freezer combat seul Jiren, C-17 lance une puissante attaque sur le second qui s'écroule, grièvement blessé. Sur le point d'abandonner, le Pride Trooper est encouragé par Toppo et retrouve sa combativité. Il lance sur ses deux adversaires sa plus puissante boule d'énergie, mais Goku, qui a réussi à se remettre debout après ce qu'il a subi, prête main-forte à ses équipiers pour repousser l'attaque de celui-ci. Pendant que le cyborg lance des attaques à distance sur leur adversaire, le Saiyan et le tyran le combattent ensemble et réussissent à l'éliminer du tournoi, bien qu'ils rejoignent eux aussi les gradins, ce qui fait que C-17 gagne le Tournoi du Pouvoir pour l'univers 7. Malgré l'effacement de l'univers 11 par les Zeno, il souhaite que les univers effacés soient rétablis, ce que le Grand Prêtre exécute. Whis récompense Freezer en le ramenant à la vie, mais ce dernier annonce ne pas renoncer à faire le mal. Toute la bande fête leur victoire chez Bulma, pendant que le tyran repart à la conquête des planètes avec son armée. Goku et Vegeta s'entraînent ensemble afin de surpasser Jiren et devenir plus forts qu'ils ne le sont déjà. |                                                                                                |                                                         | |                       |

## Coffrets DVD et Blu-ray

### Au Japon
| (Intitulé du coffret) Dragon Ball Super Box | Date de sortie  | Nombre de disques (par Box) | Épisodes |
| ------------------------------------------- | --------------- | --------------------------- | -------- |
| 1                                           | 2 décembre 2015 | 2                           | 1-12     |
| 2                                           | 2 mars 2016     | 2                           | 13-24    |
| 3                                           | 2 juillet 2016  | 2                           | 25-36    |
| 4                                           | 4 octobre 2016  | 2                           | 37-48    |
| 5                                           | 6 janvier 2017  | 2                           | 49-60    |
| 6                                           | 4 avril 2017    | 2                           | 61-72    |
| 7                                           | 2 août 2017     | 2                           | 73-84    |
| 8                                           | 3 octobre 2017  | 2                           | 85-96    |
| 9                                           | 6 janvier 2018  | 2                           | 97-108   |
| 10                                          | 3 avril 2018    | 2                           | 109-120  |
| 11                                          | 3 juillet 2018  | 2                           | 121-131  |

### En France
| (Intitulé du coffret) Dragon Ball Super Box | Date de sortie                    | Nombre de disques (par Box, en DVD) | Nombre de disque (par Box, en Blu-ray) | Épisodes |
| ------------------------------------------- | --------------------------------- | ----------------------------------- | -------------------------------------- | -------- |
| 1                                           | 22 août 2018                      | 8                                   | 5                                      | 1-46     |
| 2                                           | 24 avril 2019                     | 5                                   | 3                                      | 47-76    |
| 3                                           | 11 décembre 2019[réf. nécessaire] | 9                                   | 6                                      | 77-131   |